# 송사
| 이름          | 저자                 | 권수 |
| ------------- | -------------------- | ---- |
| 사기          | 전한·사마천          | 130  |
| 한서          | 후한·반고·배인       | 100  |
| 후한서        | 유송·범엽·배송지     | 120  |
| 삼국지        | 서진·진수·배잠       | 65   |
| 진서(晉書)    | 당·방현령·배행검 등  | 130  |
| 송서          | 양·심약              | 100  |
| 남제서        | 양·소자현            | 59   |
| 양서          | 당·요사렴            | 56   |
| 진서(陳書)    | 당·요사렴            | 36   |
| 위서          | 북제·위수            | 114  |
| 북제서        | 당·이백약            | 50   |
| 주서          | 당·영호덕분 등       | 50   |
| 수서          | 당·위징 등           | 85   |
| 남사          | 당·이연수            | 80   |
| 북사          | 당·이연수            | 100  |
| 구당서        | 후진·유후 등         | 200  |
| 신당서        | 송·구양수 등         | 225  |
| 구오대사      | 송·설거정 등         | 150  |
| 신오대사      | 송·구양수            | 74   |
| 송사          | 원·토크토 등         | 496  |
| 요사          | 원·토크토 등         | 116  |
| 금사          | 원·토크토 등         | 135  |
| 원사          | 명·송렴 등           | 210  |
| 명사          | 청·장정옥 등         | 332  |
| 신원사*       | 중화민국·커샤오민 등 | 257  |
| 청사고*       | 중화민국·자오얼쑨 등 | 536  |
| v • d • e • h |                      |      |

《송사》(宋史)는 중국 이십사사 중의 하나로, 중국 북송과 남송시대의 역사를 기록하고 있다. 원나라 중서우승상(中書右丞相) 토크토아(한자 : 脫脫(탈탈) 또는 托克托(탁극탁) / 몽골어: ᠲᠣᠭᠲᠠᠭᠠᠬᠤ Toγta'a , 1314년~1355년)을 중심으로 7명의 총재관(總裁官)들과 23명의 사관(史官)들이 1343년에 저술을 시작하여 1345년에 완성하였다.

## 편찬
《요사》 부록의 한 문단인 수삼사조(修三史詔)에 따르면, 지정(至正) 3년 3월 14일(율리우스력 1343년 4월 9일)에 일부 대신들의 간청에 의해서 요사(遼史), 금사(金史), 송사(宋史)를 지칭하는 삼사(三史)를 편찬하기 시작하였다. 그 해 3월 28일(율리우스력 1343년 4월 23일)에 토크토아(脫脫)가 삼사(三史) 편찬의 책임자인 도총재(都總裁)로 임명되면다. 송사 부록의 수사관원(修史官員) 문단에 따르면 토크토아 외에도 편찬에 참여한 관리의 기록이 전해진다.
- 영삼사사(領三史事) : 아로도(阿魯圖), 별아겁부화(別兒怯不花)
- 도총재(都總裁) : 토크토아(脫脫/탈탈)
- 총재관(總裁官) : 테무르다스(鐵睦爾達世/철목이달세), 하유일(賀惟一), 장기암(張起巖), 구양현(歐陽玄), 게혜사(揭傒斯), 이호문(李好文), 왕기(王沂), 양종서(楊宗瑞)
- 사관(史官) : 알옥륜도(斡玉倫徒), 태불화(泰不華), 두병이(杜秉彝), 송경(宋褧), 왕사성(王思誠), 간문부(干文傅), 왕택민(汪澤民), 장근(張瑾), 맥문귀(麥文貴), 공사도(貢師道), 이제(李齊), 여궐(余闕), 유문(劉聞), 가로(賈魯), 풍복가(馮福可), 조중(趙中), 진조인(陳祖仁), 왕의(王儀), 여정(余貞), 담조(譚慥), 장저(張翥), 오당(吳當), 위소(危素)
- 제조관(提調官) : 납린(納麟), 백언(伯彥), 다스테무르(達世帖睦爾/달세첩목이), 동수간(董守簡), 악주(岳柱), 배주(拜住), 진사겸(陳思謙), 이헌(李獻), 노희현(路希賢), 하집례(何執禮), 새인불화(賽因不花), 알란(斡欒), 공사립(孔思立), 전보엄살리(全普俺撒里), 불안불화(不顏不花), 실례문(實禮門), 백준(白濬), 노증(魯曾), 야선(野仙), 정연(鄭衍), 필련(畢璉), 진중단(陳仲端), 허종선(許從宣)

참고 사료로는 1차 사료인 《송실록(宋實錄)》, 《속자치통감장편(續資治通鑑長編)》등을 참고한 것으로 본다.
지정 5년 10월 5일(율리우스력 1345년 10월 30일)에 요사와 금사를 이어서 송사를 완성하게 되었다. 같은 달인 10월 21일(율리우스력 1345년 11월 15일)에 혜종에게 요사 금사와 함께 송사를 바치게 되었다.

## 구성
- 송사는 본기(本紀) 47권, 지(志) 162권, 표(表) 32권, 열전(列傳) 255권으로 총합 496권으로 구성되어 있다.

### 본기(本紀)
| ###  | ###    | 제목           | 군주       | 시기(음력)                                                         | 비고 |
| ---- | ------ | -------------- | ---------- | ------------------------------------------------------------------ | ---- |
| 권1  | 본기1  | 태조(太祖) 1   | 태조(太祖) | 956년 ~ 964년 12월 (후주 현덕(顯德) 3년 ~ 건덕(乾德) 2년)          |      |
| 권2  | 본기2  | 태조(太祖) 2   | 태조(太祖) | 965년 1월 ~ 971년 12월 (건덕(乾德) 3년 ~ 개보(開寶) 4년)           |      |
| 권3  | 본기3  | 태조(太祖) 3   | 태조(太祖) | 972년 1월 ~ 976년 9월 (개보(開寶) 5년 ~ 개보(開寶) 9년)            |      |
| 권4  | 본기4  | 태종(太宗) 1   | 태종(太宗) | 976년 9월 ~ 984년 12월 (개보(開寶) 9년 ~ 옹희(雍熙) 원년)          |      |
| 권5  | 본기5  | 태종(太宗) 2   | 태종(太宗) | 985년 1월 ~ 997년 3월 (옹희(雍熙) 2년 ~ 지도(至道) 3년)            |      |
| 권6  | 본기6  | 진종(眞宗) 1   | 진종(眞宗) | 997년 3월 ~ 1002년 12월 (지도(至道) 3년 ~ 함평(咸平) 5년)          |      |
| 권7  | 본기7  | 진종(眞宗) 2   | 진종(眞宗) | 1003년 1월 ~ 1010년 12월 (함평(咸平) 6년 ~ 대중상부(大中祥符) 3년) |      |
| 권8  | 본기8  | 진종(眞宗) 3   | 진종(眞宗) | 1011년 1월 ~ 1022년 2월 (대중상부(大中祥符) 4년 ~ 건흥(乾興) 원년) |      |
| 권9  | 본기9  | 인종(仁宗) 1   | 인종(仁宗) | 1022년 2월 ~ 1031년 12월 (건흥(乾興) 원년 ~ 천성(天聖) 9년)        |      |
| 권10 | 본기10 | 인종(仁宗) 2   | 인종(仁宗) | 1032년 1월 ~ 1040년 12월 (천성(天聖) 10년 ~ 강정(康定) 원년)       |      |
| 권11 | 본기11 | 인종(仁宗) 3   | 인종(仁宗) | 1041년 1월 ~ 1049년 12월 (강정(康定) 2년 ~ 황우(皇祐) 원년)        |      |
| 권12 | 본기12 | 인종(仁宗) 4   | 인종(仁宗) | 1050년 1월 ~ 1063년 3월 (황우(皇祐) 2년 ~ 가우(嘉祐) 8년)          |      |
| 권13 | 본기13 | 영종(英宗)     | 영종(英宗) | 1061년 10월 ~ 1067년 1월 (가우(嘉祐) 6년 ~ 치평(治平) 4년)         |      |
| 권14 | 본기14 | 신종(神宗) 1   | 신종(神宗) | 1067년 1월 ~ 1069년 12월 (치평(治平) 4년 ~ 희녕(熙寧) 2년)         |      |
| 권15 | 본기15 | 신종(神宗) 2   | 신종(神宗) | 1070년 1월 ~ 1079년 12월 (희녕(熙寧) 3년 ~ 원풍(元豊) 2년)         |      |
| 권16 | 본기16 | 신종(神宗) 3   | 신종(神宗) | 1080년 1월 ~ 1085년 3월 (원풍(元豊) 3년 ~ 원풍(元豊) 8년)          |      |
| 권17 | 본기17 | 철종(哲宗) 1   | 철종(哲宗) | 1085년 3월 ~ 1093년 12월 (원풍(元豊) 8년 ~ 원우(元祐) 8년)         |      |
| 권18 | 본기18 | 철종(哲宗) 2   | 철종(哲宗) | 1094년 1월 ~ 1100년 3월 (원우(元祐) 9년 ~ 원부(元符) 3년)          |      |
| 권19 | 본기19 | 휘종(徽宗) 1   | 휘종(徽宗) | 1100년 3월 ~ 1104년 12월 (원부(元符) 3년 ~ 숭녕(崇寧) 3년)         |      |
| 권20 | 본기20 | 휘종(徽宗) 2   | 휘종(徽宗) | 1105년 1월 ~ 1111년 12월 (숭녕(崇寧) 4년 ~ 정화(政和) 원년)        |      |
| 권21 | 본기21 | 휘종(徽宗) 3   | 휘종(徽宗) | 1112년 1월 ~ 1118년 12월 (정화(政和) 2년 ~ 중화(重和) 원년)        |      |
| 권22 | 본기22 | 휘종(徽宗) 4   | 휘종(徽宗) | 1119년 1월 ~ 1125년 12월 (중화(重和) 2년 ~ 선화(宣和) 7년)         |      |
| 권23 | 본기23 | 흠종(欽宗)     | 흠종(欽宗) | 1125년 12월 ~ 1127년 5월 (선화(宣和) 7년 ~ 정강(靖康) 2년)         |      |
| 권24 | 본기24 | 고종(高宗) 1   | 고종(高宗) | 1126년 1월 ~ 1127년 12월 (정강(靖康) 원년 ~ 건염(建炎) 원년)       |      |
| 권25 | 본기25 | 고종(高宗) 2   | 고종(高宗) | 1128년 1월 ~ 1129년 12월 (건염(建炎) 2년 ~ 건염(建炎) 3년)         |      |
| 권26 | 본기26 | 고종(高宗) 3   | 고종(高宗) | 1130년 1월 ~ 1131년 12월 (건염(建炎) 4년 ~ 소흥(紹興) 원년)        |      |
| 권27 | 본기27 | 고종(高宗) 4   | 고종(高宗) | 1132년 1월 ~ 1134년 12월 (소흥(紹興) 2년 ~ 소흥(紹興) 4년)         |      |
| 권28 | 본기28 | 고종(高宗) 5   | 고종(高宗) | 1135년 1월 ~ 1137년 12월 (소흥(紹興) 5년 ~ 소흥(紹興) 7년)         |      |
| 권29 | 본기29 | 고종(高宗) 6   | 고종(高宗) | 1138년 1월 ~ 1141년 12월 (소흥(紹興) 8년 ~ 소흥(紹興) 11년)        |      |
| 권30 | 본기30 | 고종(高宗) 7   | 고종(高宗) | 1142년 1월 ~ 1152년 12월 (소흥(紹興) 12년 ~ 소흥(紹興) 22년)       |      |
| 권31 | 본기31 | 고종(高宗) 8   | 고종(高宗) | 1153년 1월 ~ 1160년 12월 (소흥(紹興) 23년 ~ 소흥(紹興) 30년)       |      |
| 권32 | 본기32 | 고종(高宗) 9   | 고종(高宗) | 1161년 1월 ~ 1162년 6월 (소흥(紹興) 31년 ~ 소흥(紹興) 32년)        |      |
| 권33 | 본기33 | 효종(孝宗) 1   | 효종(孝宗) | 1132년 5월 ~ 1166년 12월 (소흥(紹興) 2년 ~ 건도(乾道) 2년)         |      |
| 권34 | 본기34 | 효종(孝宗) 2   | 효종(孝宗) | 1167년 1월 ~ 1177년 12월 (건도(乾道) 3년 ~ 순희(淳熙) 4년)         |      |
| 권35 | 본기35 | 효종(孝宗) 3   | 효종(孝宗) | 1178년 1월 ~ 1189년 2월 (순희(淳熙) 5년 ~ 순희(淳熙) 16년)         |      |
| 권36 | 본기36 | 광종(光宗)     | 광종(光宗) | 1170년 7월 ~ 1194년 7월 (건도(乾道) 6년 ~ 소희(紹熙) 5년)          |      |
| 권37 | 본기37 | 영종(寧宗) 1   | 영종(寧宗) | 1194년 6월 ~ 1200년 12월 (소희(紹熙) 5년 ~ 경원(慶元) 6년)         |      |
| 권38 | 본기38 | 영종(寧宗) 2   | 영종(寧宗) | 1201년 1월 ~ 1207년 12월 (가태(嘉泰) 원년 ~ 개희(開禧) 3년)        |      |
| 권39 | 본기39 | 영종(寧宗) 3   | 영종(寧宗) | 1208년 1월 ~ 1216년 12월 (가정(嘉定) 원년 ~ 가정(嘉定) 9년)        |      |
| 권40 | 본기40 | 영종(寧宗) 4   | 영종(寧宗) | 1217년 1월 ~ 1224년 8월 (가정(嘉定) 10년 ~ 가정(嘉定) 17년)        |      |
| 권41 | 본기41 | 이종(理宗) 1   | 이종(理宗) | 1220년 8월 ~ 1234년 12월 (가정(嘉定) 13년 ~ 단평(端平) 원년)       |      |
| 권42 | 본기42 | 이종(理宗) 2   | 이종(理宗) | 1235년 1월 ~ 1243년 12월 (단평(端平) 2년 ~ 순우(淳祐) 3년)         |      |
| 권43 | 본기43 | 이종(理宗) 3   | 이종(理宗) | 1244년 1월 ~ 1253년 12월 (순우(淳祐) 3년 ~ 보우(寶祐) 원년)        |      |
| 권44 | 본기44 | 이종(理宗) 4   | 이종(理宗) | 1254년 1월 ~ 1259년 12월 (보우(寶祐) 2년 ~ 개경(開慶) 원년)        |      |
| 권45 | 본기45 | 이종(理宗) 5   | 이종(理宗) | 1260년 1월 ~ 1264년 10월 (경정(景定) 원년 ~ 경정(景定) 5년)        |      |
| 권46 | 본기46 | 도종(度宗)     | 도종(度宗) | 1253년 1월 ~ 1274년 7월 (보우(寶祐) 원년 ~ 함순(咸淳) 10년)        |      |
| 권47 | 본기47 | 영국공(瀛國公) | 공제(恭帝) | 1274년 7월 ~ 1279년 2월 (함순(咸淳) 10년 ~ 원 지원(至元) 16년)     |      |
| 권47 | 본기47 | 익왕(益王)     | 단종(端宗) | 1274년 7월 ~ 1279년 2월 (함순(咸淳) 10년 ~ 원 지원(至元) 16년)     |      |
| 권47 | 본기47 | 위왕(衛王)     | 소제(少帝) | 1274년 7월 ~ 1279년 2월 (함순(咸淳) 10년 ~ 원 지원(至元) 16년)     |      |

### 지(志)
| ###   | ###   | 제목            | 내용 | 비고 |
| ----- | ----- | --------------- | --- | ---- |
| 권48  | 지1   | 천문(天文) 1    | 의상(儀象), 극도(極度), 황적도(黃赤道), 중성(中星), 토규(土圭) |      |
| 권49  | 지2   | 천문(天文) 2    | 자미원(紫微垣), 태미원(太微垣), 천시원(天市垣) |      |
| 권50  | 지3   | 천문(天文) 3    | 이십팔사(二十八舍) 상 - 동방(東方) |      |
| 권51  | 지4   | 천문(天文) 4    | 이십팔사(二十八舍) 하 - 서방(西方) |      |
| 권52  | 지5   | 천문(天文) 5    | 칠요(七曜), 경성(景星), 혜패(彗孛), 객성(客星), 유성(流星), 요성(妖星), 운기(雲氣), 일식(日食), 일변(日變), 일휘기(日煇氣), 월식(月食), 월변(月變), 월휘기(月煇氣) |      |
| 권53  | 지6   | 천문(天文) 6    | 월범오위(月犯五緯), 월범열사(月犯列舍) 상 |      |
| 권54  | 지7   | 천문(天文) 7    | 월범열사(月犯列舍) 하 |      |
| 권55  | 지8   | 천문(天文) 8    | 오위범열사(五緯犯列舍) |      |
| 권56  | 지9   | 천문(天文) 9    | 세성주견(歲星晝見), 태백주견경천(太白晝見經天), 오위상범(五緯相犯), 노인성(老人星), 경성(景星), 혜성(彗星), 객성(客星) |      |
| 권57  | 지10  | 천문(天文) 10   | 유운(流隕) 1 |      |
| 권58  | 지11  | 천문(天文) 11   | 유운(流隕) 2 |      |
| 권59  | 지12  | 천문(天文) 12   | 유운(流隕) 3 |      |
| 권60  | 지13  | 천문(天文) 13   | 유운(流隕) 4 |      |
| 권61  | 지14  | 오행(五行) 1-상 | 수(水) 상 |      |
| 권62  | 지15  | 오행(五行) 1-상 | 수(水) 하 |      |
| 권63  | 지16  | 오행(五行) 2-하 | 화(火) 상 |      |
| 권64  | 지17  | 오행(五行) 2-하 | 화(火) 하 |      |
| 권65  | 지18  | 오행(五行) 3    | 목(木) |      |
| 권66  | 지19  | 오행(五行) 4    | 금(金) |      |
| 권67  | 지20  | 오행(五行) 5    | 토(土) |      |
| 권68  | 지21  | 율력(律曆) 1    | 《응천력(應天曆)/건원력(乾元曆)/의천력(儀天曆) 1》 서문(序文), 보기삭(步氣朔), 구발렴(求發斂), 구일전(求日躔) |      |
| 권69  | 지22  | 율력(律曆) 2    | 《응천력(應天曆)/건원력(乾元曆)/의천력(儀天曆) 2》 보월리입선후력(步月離入先後曆), 보귀루(步晷漏), 월리구도교회(月離九道交會) |      |
| 권70  | 지23  | 율력(律曆) 3    | 《응천력(應天曆)/건원력(乾元曆)/의천력(儀天曆) 3》 보오성(步五星), 세성입단역명입변(歲星入段亦名入變) |      |
| 권71  | 지24  | 율력(律曆) 4    | 《숭천력(崇天曆) 1》 서문(序文), 보기삭(步氣朔), 보발렴(步發斂) |      |
| 권72  | 지25  | 율력(律曆) 5    | 《숭천력(崇天曆) 2》 보일전(步日躔), 보월리(步月離), 보귀루(步晷漏) |      |
| 권73  | 지26  | 율력(律曆) 6    | 《숭천력(崇天曆) 3》 보교회(步交會), 보오성(步五星) |      |
| 권74  | 지27  | 율력(律曆) 7    | 《명천력(明天曆) 1》 조일법(調日法), 보기삭술(步氣朔術), 보발렴술(步發斂術), 보일전술(步日躔術), 적도숙도(赤道宿度), 황도숙도(黃道宿度) |      |
| 권75  | 지28  | 율력(律曆) 8    | 《명천력(明天曆) 2》 보귀루술(步晷漏術), 보월리술(步月離術), 보교회술(步交會術), 보오성술(步五星術) |      |
| 권76  | 지29  | 율력(律曆) 9    | 황우혼의(皇祐渾儀), 황우누각(皇祐漏刻), 황우규표(皇祐圭表), 황우악태귀경법(皇祐岳台晷景法) |      |
| 권77  | 지30  | 율력(律曆) 10   | 《관천력(觀天曆) 1》 보기삭(步氣朔), 보발렴(步發斂), 보일전(步日躔), 보월리(步月離), 보귀루(步晷漏) |      |
| 권78  | 지31  | 율력(律曆) 11   | 《관천력(觀天曆) 2》 보교회(步交會), 보오성(步五星) |      |
| 권79  | 지32  | 율력(律曆) 12   | 《기원력(紀元曆) 1》 보기삭(步氣朔), 보발렴(步發斂), 보일전(步日躔), 보귀루(步晷漏), 보월리(步月離) |      |
| 권80  | 지33  | 율력(律曆) 13   | 《기원력(紀元曆) 2》 보교회(步交會), 보오성(步五星) |      |
| 권81  | 지34  | 율력(律曆) 14   | 남송역서(南宋曆序) 1 |      |
| 권52  | 지35  | 율력(律曆) 15   | 남송역서(南宋曆序) 2 |      |
| 권83  | 지36  | 율력(律曆) 16   | 《소흥력(紹興曆)/통원력(統元曆)/건도력(乾道曆)/순희력(淳熙曆)/회원력(會元曆)》 보기삭(步氣朔), 보발렴(步發斂), 보일전(步日躔), 보월리(步月離), 보귀루(步晷漏), 보교회(步交會), 보오성(步五星) |      |
| 권84  | 지37  | 율력(律曆) 17   | 《통천력(統天曆)/개희력(開禧曆)/성천력(成天曆)》 보기삭(步氣朔), 보발렴(步發斂), 보일전(步日躔), 보월리(步月離), 보귀루(步晷漏), 보교회(步交會), 보오성(步五星) |      |
| 권85  | 지38  | 지리(地理) 1    | 《경성(京城)》 동경(東京), 서경(西京), 남경(南京) |      |
| 권85  | 지38  | 지리(地理) 1    | 《경기로(京畿路)》 개봉부(開封府) |      |
| 권85  | 지38  | 지리(地理) 1    | 《경동로(京東路)》 경동동로(京東東路), 경동서로(京東西路) |      |
| 권85  | 지38  | 지리(地理) 1    | 《경서로(京西路)》 경서남로(京西南路), 경서북로(京西北路) |      |
| 권86  | 지39  | 지리(地理) 2    | 《하북로(河北路)》 하북동로(河北東路), 하북서로(河北西路) |      |
| 권86  | 지39  | 지리(地理) 2    | 《하동로(河東路)》 |      |
| 권87  | 지40  | 지리(地理) 3    | 《섬서로(陝西路)》 영흥군로(永興軍路), 진봉로(秦鳳路) |      |
| 권88  | 지41  | 지리(地理) 4    | 《양절로(兩浙路)》 |      |
| 권88  | 지41  | 지리(地理) 4    | 《회남로(淮南路)》 회남동로(淮南東路), 회남서로(淮南西路) |      |
| 권88  | 지41  | 지리(地理) 4    | 《강남로(江南路)》 강남동로(江南東路), 강남서로(江南西路) |      |
| 권88  | 지41  | 지리(地理) 4    | 《형호로(荊湖路)》 형호북로(荊湖北路), 형호남로(荊湖南路) |      |
| 권89  | 지42  | 지리(地理) 5    | 《복건로(福建路)》, 《성도부로(成都府路)》, 《동천부로(潼川府路)》, 《이주로(利州路)》, 《기주로(夔州路)》 |      |
| 권90  | 지43  | 지리(地理) 6    | 《광남동로(廣南東路)》, 《광남서로(廣南西路)》, 《연산부로(燕山府路)》, 《운중부로(雲中府路)》 |      |
| 권91  | 지44  | 하거(河渠) 1    | 황하(黃河) 상 |      |
| 권92  | 지45  | 하거(河渠) 2    | 황하(黃河) 중 |      |
| 권93  | 지46  | 하거(河渠) 3    | 황하(黃河) 하 |      |
| 권94  | 지47  | 하거(河渠) 4    | 판하(汴河), 하락하(下洛河), 채하(蔡河), 광제하(廣濟河), 금수하(金水河), 백구하(白溝河), 경기구거(京畿溝渠), 백하(白河), 삼백거(三白渠) |      |
| 권95  | 지48  | 하거(河渠) 5    | 장하(漳河), 호타하(滹沱河), 어하(御河), 당락연변제수(塘濼緣邊諸水), 하북제수(河北諸水), 민강(岷江) |      |
| 권96  | 지49  | 하거(河渠) 6    | 동남제수(東南諸水) 상 |      |
| 권97  | 지50  | 하거(河渠) 7    | 동남제수(東南諸水) 하 |      |
| 권98  | 지51  | 예(禮) 1        | 《길례(吉禮) 1》 서문(序文) |      |
| 권99  | 지52  | 예(禮) 2        | 《길례(吉禮) 2》 남교(南郊) |      |
| 권100 | 지53  | 예(禮) 3        | 《길례(吉禮) 3》 북교(北郊), 기곡(祈穀), 오방제(五方帝), 감생제(感生帝) |      |
| 권101 | 지54  | 예(禮) 4        | 《길례(吉禮) 4》 명당(明堂) |      |
| 권102 | 지55  | 예(禮) 5        | 《길례(吉禮) 5》 사직(社稷), 악독(岳瀆), 적전(籍田), 선잠(先蠶), 주고(奏告), 기영(祈禜) |      |
| 권103 | 지56  | 예(禮) 6        | 《길례(吉禮) 6》 조일석월(朝日夕月), 구궁귀신(九宮貴神), 고매(高禖), 대화(大火), 수성영성(壽星靈星), 풍백우사(風伯雨師), 사한(司寒), 납(蠟), 칠사(七祀), 마조(馬祖), 포신(酺神) |      |
| 권104 | 지57  | 예(禮) 7        | 《길례(吉禮) 7》 봉선(封禪), 분음후토(汾陰後土), 조알태청궁(朝謁太清宮), 천서구정(天書九鼎) |      |
| 권105 | 지58  | 예(禮) 8        | 《길례(吉禮) 8》 문선왕묘(文宣王廟), 무성왕묘(武成王廟), 선대능묘(先代陵廟), 제신사(諸神祠) |      |
| 권106 | 지59  | 예(禮) 9        | 《길례(吉禮) 9》 종묘지제(宗廟之制) |      |
| 권107 | 지60  | 예(禮) 10       | 《길례(吉禮) 10》 체협(禘祫) |      |
| 권108 | 지61  | 예(禮) 11       | 《길례(吉禮) 11》 시향(時享), 천신(薦新), 가상조종시호(加上祖宗諡號), 묘휘(廟諱) |      |
| 권109 | 지62  | 예(禮) 12       | 《길례(吉禮) 12》 후묘(后廟), 경영궁(景靈宮), 신어전(神御殿), 공신배유(功臣配侑), 군신가묘(群臣家廟) |      |
| 권110 | 지63  | 예(禮) 13       | 《가례(嘉禮) 1》 상존호의(上尊號儀), 휘종내선의(徽宗內禪儀), 고종내선의(高宗內禪儀), 상황태후황태비책보의(上皇太后皇太妃冊寶儀) |      |
| 권111 | 지64  | 예(禮) 14       | 《가례(嘉禮) 2》 책립황후의(冊立皇后儀), 책명황태자의(冊命皇太子儀), 책황태자비의(冊皇太子妃儀), 공주수봉의(公主受封儀), 책명친왕대신의(冊命親王大臣儀) |      |
| 권112 | 지65  | 예(禮) 15       | 《가례(嘉禮) 3》 성절(聖節), 제경절(諸慶節) |      |
| 권113 | 지66  | 예(禮) 16       | 《가례(嘉禮) 4》 연향(宴饗), 유관(遊觀), 사포(賜酺) |      |
| 권114 | 지67  | 예(禮) 17       | 《가례(嘉禮) 5》 순행(巡幸), 양로(養老), 시학(視學), 사진사연(賜進士宴), 행비서(幸秘書), 진서의(進書儀), 대사의(大射儀), 향음주례(鄕飮酒禮) |      |
| 권115 | 지68  | 예(禮) 18       | 《가례(嘉禮) 6》 황태자관례황자부(皇太子冠禮皇子附), 공주계례(公主笄禮), 공주하강의종실부(公主 下降儀宗室附), 친왕납비(親王納妃), 품관혼례(品官婚禮), 사서인혼례(士庶人婚禮) |      |
| 권116 | 지69  | 예(禮) 19       | 《빈례(賓禮) 1》 대조회의(大朝會儀), 상조의(常朝儀) |      |
| 권117 | 지70  | 예(禮) 20       | 《빈례(賓禮) 2》 입각의(入閣儀), 명당청정의사사의부(明堂聽政儀肆赦儀附), 황태후수렴의(皇太后垂簾儀), 황태자정지수하의(皇太子正至受賀儀), 황태자여백관사보상견의(皇太子與百官師保相見儀) |      |
| 권118 | 지71  | 예(禮) 21       | 《빈례(賓禮) 3》 조의반서(朝儀班序), 백관전대(百官轉對), 백관상견의제(百官相見儀製) |      |
| 권119 | 지72  | 예(禮) 22       | 《빈례(賓禮) 4》 녹주후(錄周後), 녹선성후(錄先聖後), 군신조사연전(群臣朝使宴餞), 조신시절궤름(朝臣時節饋廩), 외국군장내조(外國君長來朝), 거란하국사부견사의고려부(契丹夏國使副見辭儀高麗附), 금국사부견사의(金國使副見辭儀), 제국조공(諸國朝貢) |      |
| 권120 | 지73  | 예(禮) 23       | 《빈례(賓禮) 5》 군신상표의(群臣上表儀), 재신부상의(宰臣赴上儀), 조성집의반위(朝省集議班位), 신료상마지제(臣僚上馬之制), 신료가인지제(臣僚呵引之制) |      |
| 권121 | 지74  | 예(禮) 24       | 《군례(軍禮)》 마제(禡祭), 열무(閱武), 수강(受降), 헌부(獻俘), 전렵(田獵), 타구(打球), 구일벌고(救日伐鼓) |      |
| 권122 | 지75  | 예(禮) 25       | 《흉례(凶禮) 1》 산릉(山陵) |      |
| 권123 | 지76  | 예(禮) 26       | 《흉례(凶禮) 2》 원릉(園陵), 복안의왕원묘(濮安懿王園廟), 수안의왕원묘(秀安僖王園廟), 장문경헌2태자찬소(莊文景獻二太子欑所), 상릉(上陵), 기일군신사기부(忌日群臣私忌附) |      |
| 권124 | 지77  | 예(禮) 27       | 《흉례(凶禮) 3》 외국상례급입적의(外國喪禮及入吊儀), 제신상묘등의(諸臣喪葬等儀) |      |
| 권125 | 지78  | 예(禮) 28       | 《흉례(凶禮) 4》 사서인상례(士庶人喪禮), 복기(服紀) |      |
| 권126 | 지79  | 악(樂) 1        | |      |
| 권127 | 지80  | 악(樂) 2        | |      |
| 권128 | 지81  | 악(樂) 3        | |      |
| 권129 | 지82  | 악(樂) 4        | |      |
| 권130 | 지83  | 악(樂) 5        | |      |
| 권131 | 지84  | 악(樂) 6        | |      |
| 권132 | 지85  | 악(樂) 7        | 《악장(樂章) 1》 교사(郊祀), 기곡(祈穀), 우사(雩祀), 오방제(五方帝), 감생제(感生帝) |      |
| 권133 | 지86  | 악(樂) 8        | 《악장(樂章) 2》 명당대향(明堂大饗), 황지기(皇地祇), 신주지기(神州地祇), 조일석월(朝日夕月), 고매(高禖), 구궁귀신(九宮貴神) |      |
| 권134 | 지87  | 악(樂) 9        | 《악장(樂章) 3》 태묘상향(太廟常享), 체겁(禘袷), 가상휘호(加上徽號), 교전조향(郊前朝享), 황후별묘(皇后別廟) |      |
| 권135 | 지88  | 악(樂) 10       | 《악장(樂章) 4》 조알옥청소응궁(朝謁玉清昭應宮), 태청궁(太清宮), 조향경령궁(朝享景靈宮), 봉선(封禪), 사분음(祀汾陰), 봉천서(奉天書), 제구정(祭九鼎) |      |
| 권136 | 지89  | 악(樂) 11       | 《악장(樂章) 5》 사악진해독(祀嶽鎮海瀆), 사대화(祀大火), 사대진(祀大辰) |      |
| 권137 | 지90  | 악(樂) 12       | 《악장(樂章) 6》 제태사태직(祭太社太稷), 제풍우뢰사(祭風雨雷師), 제선농선잠(祭先農先蠶), 친경자전납제(親耕藉田蠟祭), 석전문선왕(釋奠文宣王), 무성왕(武成王), 제조덕묘(祭祚德廟), 제사중사명(祭司中司命) |      |
| 권138 | 지91  | 악(樂) 13       | 《악장(樂章) 7》 조회(朝會), 어루(禦樓), 사사(肆赦), 공상황제황태후존호(恭上皇帝皇太后尊號) 상 |      |
| 권139 | 지92  | 악(樂) 14       | 《악장(樂章) 8》 공상황제황태후존호(恭上皇帝皇太后尊號) 하, 책립황후(冊立皇后), 책황태자(冊皇太子), 황자관(皇子冠), 향음주(鄕飮酒), 문희연(聞喜宴), 녹명연(鹿鳴宴) |      |
| 권140 | 지93  | 악(樂) 15       | 《고취(鼓吹) 상》 |      |
| 권141 | 지94  | 악(樂) 16       | 《고취(鼓吹) 하》 |      |
| 권142 | 지95  | 악(樂) 17       | 시악(詩樂), 금률(琴律), 연악(燕樂), 교방(敎坊), 운소부(雲韶部), 균용직(鈞容直), 사이악(四夷樂) |      |
| 권143 | 지96  | 의위(儀衞) 1    | 전정입장(殿庭立仗) |      |
| 권144 | 지97  | 의위(儀衞) 2    | 궁중도종(宮中導從), 행행의위(行幸儀衛), 태상황의위(太上皇儀衛), 황태후의위(皇太后儀衛) |      |
| 권145 | 지98  | 의위(儀衞) 3    | 국초노부(國初鹵簿) |      |
| 권146 | 지99  | 의위(儀衞) 4    | 정화대가노부병(政和大駕鹵簿並), 선화증감 소가부(宣和增減 小駕附) |      |
| 권147 | 지100 | 의위(儀衞) 5    | 소흥노부(紹興鹵簿), 황태후황후노부(皇太后皇后鹵簿), 황태자노부(皇太子鹵簿), 황태자비노부비부(皇太子妃鹵簿妃附), 왕공이하노부(王公以下鹵簿) |      |
| 권148 | 지101 | 의위(儀衞) 6    | 노부의복(鹵簿儀服) |      |
| 권149 | 지102 | 여복(輿服) 1    | 오로(五輅), 대로(大輅), 대련(大輦), 방정련(芳亭輦), 봉련(鳳輦), 소요련(逍遙輦), 평련(平輦), 칠보련(七寶輦), 소여(小輿), 요여(腰輿), 경근거(耕根車), 진현거(進賢車), 명달거(明遠車), 양거(羊車), 지남거(指南車), 기리고차(記裏鼓車), 백로거(白鷺車), 난기거(鸞旗車), 숭덕거(崇德車), 피헌거(皮軒車), 황월거(黃鉞車), 표미거(豹尾車), 속거(屬車), 오거(五車), 양거(涼車), 상풍조여(相風烏輿), 행루여(行漏輿), 십이신여(十二神輿), 정고여(鉦鼓輿), 종고루여(鍾鼓樓輿) |      |
| 권150 | 지103 | 여복(輿服) 2    | 후비거여(后妃車輿), 황태자왕공이하거여(皇太子王公以下車輿), 산선안륵(傘扇鞍勒), 문극정절(門戟旌節) |      |
| 권151 | 지104 | 여복(輿服) 3    | 천자지복 태자부(天子之服 太子附), 황후비지복 명부부(皇后妃之服 命婦附) |      |
| 권152 | 지105 | 여복(輿服) 4    | 제신복(諸臣服) 상 |      |
| 권153 | 지106 | 여복(輿服) 5    | 제신복(諸臣服) 하, 사서인복(士庶人服) |      |
| 권154 | 지107 | 여복(輿服) 6    | 보(寶), 인(印), 부권(符券), 궁실제도(宮室制度), 신서실옥제도(臣庶室屋制度) |      |
| 권155 | 지108 | 선거(選擧) 1    | 과목(科目) 상 |      |
| 권156 | 지109 | 선거(選擧) 2    | 과목(科目) 하, 거유일 부(舉遺逸 附) |      |
| 권157 | 지110 | 선거(選擧) 3    | 학교시(學校試), 율학등시 부(律學等試 附) |      |
| 권158 | 지111 | 선거(選擧) 4    | 전법(銓法) 상 |      |
| 권159 | 지112 | 선거(選擧) 5    | 전법(銓法) 하 |      |
| 권160 | 지113 | 선거(選擧) 6    | 보임(保任), 고과(考課) |      |
| 권161 | 지114 | 직관(職官) 1    | 삼사(三師), 삼공(三公), 재집(宰執), 문하성(門下省), 중서성(中書省), 상서성(尙書省) |      |
| 권162 | 지115 | 직관(職官) 2    | 추밀원(樞密院), 선휘원(宣徽院), 삼사사(三司使), 한림학사원(翰林學士院), 숭정전설서(崇政殿説書), 제전학사(諸殿學士), 제각학사(諸閣學士), 제수찬(諸修撰), 제직각(諸直閣), 동궁관(東宮官), 왕부관(王府官) |      |
| 권163 | 지116 | 직관(職官) 3    | 이부(吏部), 호부(戸部), 예부(禮部), 병부(兵部), 형부(刑部), 공부(工部), 육부감문(六部監門), 주관가합고(主管架閤庫) |      |
| 권164 | 지117 | 직관(職官) 4    | 어사대(御史臺), 비서성(秘書省), 전중성(殿中省), 태상시(太常寺), 종정시(宗正寺), 광록시(光祿寺), 위위시(衞尉寺), 태복시(太僕寺) |      |
| 권165 | 지118 | 직관(職官) 5    | 대리시(大理寺), 홍려시(鴻臚寺), 사농시(司農寺), 태부시(太府寺), 국자감(國子監), 소부감(少府監), 장작감(將作監), 군기감(軍器監), 도수감(都水監), 사천감(司天監) |      |
| 권166 | 지119 | 직관(職官) 6    | 전전사(殿前司), 시위친군(侍衞親軍), 환위관(環衞官), 황성사(皇城司), 삼위관(三衞官), 객성인진(客省引進), 사방관(四方館), 동서상각문(東西上閣門), 대어기계(帶御器械), 내시성(内侍省), 개봉부(開封府), 임안부(臨安府), 하남응천부(河南應天府), 차부(次府), 절도사(節度使), 승선관찰방어등사(承宣觀察防禦等使) |      |
| 권167 | 지120 | 직관(職官) 7    | 대도독부(大都督府), 제치사(制置使), 선유사(宣諭使), 선무사(宣撫使), 총영사(總領使), 유수(留守), 경략안무사(經畧安撫使), 발운사(發運使), 도전운사(都轉運使), 초토사(招討使), 초무사(招撫使), 무유사(撫諭使), 진무사(鎭撫使), 제점형옥(提㸃刑獄), 제거상평다마시박등직(提舉常平茶馬市舶等職), 제거학사(提舉學事), 제점개봉부계공사(提點開封府界公事), 제거하북적편사(提舉河北糴便司), 경제변방재용(經制邊防財用), 제거해염보갑삼백거궁전수등직(提舉解鹽保甲三白渠弓箭手等職), 부주군감(府州軍監), 제군통판(諸軍通判), 막직제조등관(幕職諸曺等官), 제현령승부위(諸縣令丞簿尉), 진채관(鎭砦官), 묘령승부(廟令丞簿), 총관검할(總管鈐轄), 노분도감(路分都監), 제군도통제(諸軍都統制), 순검사(廵檢司), 감당관(監當官) |      |
| 권168 | 지121 | 직관(職官) 8    | 《합반지제(合班之制)》 건륭이후합반지제(建隆以後合班之制), 원풍이후합반지제(元豐以後合班之制), 소흥이후합반지제(紹興以後合班之制), 관품(官品) |      |
| 권169 | 지122 | 직관(職官) 9    | 《서천지제(叙遷之制)》 군신서천(羣臣叙遷), 유내전(流内銓), 유외내관(流外出官), 문산관(文散官), 무산관(武散官), 문관(文官), 무관(武官), 내시관명(内侍官名), 의관(醫官), 작(爵), 훈(勳), 공신(功臣), 검교관(檢校官), 헌관(憲官), 시질(試秩), 소흥이후계관(紹興以後階官) |      |
| 권170 | 지123 | 직관(職官) 10   | 《잡제(雜製)》 찬인(讚引), 도종(導從), 사(賜), 식읍(食邑), 실봉(實封), 사직(使職), 궁관(宮觀), 증관(贈官), 서봉(敘封), 치사(致仕), 음보(蔭補) |      |
| 권171 | 지124 | 직관(職官) 11   | 《봉록제(奉祿製) 상》 봉록필백(奉祿匹帛), 직전(職錢), 녹속(祿粟), 겸인의량(傔人衣糧), 주료(廚料), 신탄제물(薪炭諸物) |      |
| 권172 | 지125 | 직관(職官) 12   | 《봉록제(奉祿製) 하》 증급(增給), 공용전(公用錢), 급권(給券), 직전(職田) |      |
| 권173 | 지126 | 식화(食貨) 상-1 | 농전(農田) |      |
| 권174 | 지127 | 식화(食貨) 상-2 | 방전(方田), 부세(賦稅) |      |
| 권175 | 지128 | 식화(食貨) 상-3 | 포백(布帛), 화적(和糴), 조운(漕運) |      |
| 권176 | 지129 | 식화(食貨) 상-4 | 둔전(屯田), 상평의창(常平義倉) |      |
| 권177 | 지130 | 식화(食貨) 상-5 | 역법(役法) 상 |      |
| 권178 | 지131 | 식화(食貨) 상-6 | 역법(役法) 하, 진휼(振恤) |      |
| 권179 | 지132 | 식화(食貨) 하-1 | 회계(會計) |      |
| 권180 | 지133 | 식화(食貨) 하-2 | 전폐(錢幣) |      |
| 권181 | 지134 | 식화(食貨) 하-3 | 회자(會子), 염(鹽) 상 |      |
| 권182 | 지135 | 식화(食貨) 하-4 | 염(鹽) 중 |      |
| 권183 | 지136 | 식화(食貨) 하-5 | 염(鹽) 하, 차(茶) 상 |      |
| 권184 | 지137 | 식화(食貨) 하-6 | 차(茶) 하 |      |
| 권185 | 지138 | 식화(食貨) 하-7 | 주(酒), 갱야(坑冶), 반(礬), 향부(香附) |      |
| 권186 | 지139 | 식화(食貨) 하-8 | 상세(商稅), 시역(市易), 균수(均輸), 호시박법(互市舶法) |      |
| 권187 | 지140 | 병(兵) 1        | 금군(禁軍) 상 |      |
| 권188 | 지141 | 병(兵) 2        | 금군(禁軍) 하 |      |
| 권189 | 지142 | 병(兵) 3        | 상병(廂兵) |      |
| 권190 | 지143 | 병(兵) 4        | 《향병(鄕兵) 1》 섬서보의(陝西保毅), 하북충순(河北忠順), 하북섬서강인채호(河北陝西強人砦戶), 하북하동강장(河北河東強壯), 하동섬서궁전수(河東陝西弓箭手), 하북등로궁전사(河北等路弓箭社) |      |
| 권191 | 지144 | 병(兵) 5        | 《향병(鄕兵) 2》 하북하동섬서의용(河北河東陝西義勇), 섬서호새(陝西護塞), 천협토정(川峽土丁), 형호의군토정노수(荊湖義軍土丁弩手), 기시검사등처의군토정(夔施黔思等處義軍土丁), 광남서로토정(廣南西路土丁), 광남동로창수(廣南東路槍手), 옹흠계동장정(邕欽溪洞壯丁), 복건로창장수(福建路槍仗手), 강남서로창장수(江南西路槍仗手), 번병(蕃兵) |      |
| 권192 | 지145 | 병(兵) 6        | 《향병(鄕兵) 3》 보갑(保甲), 건염후향병(建炎後鄉兵), 건염후채병(建炎後砦兵) |      |
| 권193 | 지146 | 병(兵) 7        | 소모지제(召募之製) |      |
| 권194 | 지147 | 병(兵) 8        | 간선지제(揀選之制), 늠급지제(廩給之制) |      |
| 권195 | 지148 | 병(兵) 9        | 훈련지제(訓練之制) |      |
| 권196 | 지149 | 병(兵) 10       | 천보지제(遷補之制), 둔수지제(屯戍之制) |      |
| 권197 | 지150 | 병(兵) 11       | 기갑지제(器甲之制) |      |
| 권198 | 지151 | 병(兵) 12       | 마정(馬政) |      |
| 권199 | 지152 | 형법(刑法) 1    | |      |
| 권200 | 지153 | 형법(刑法) 2    | |      |
| 권201 | 지154 | 형법(刑法) 3    | |      |
| 권202 | 지155 | 예문(藝文) 1    | 《경(經)》 역(易), 서(書), 시(詩), 예(禮), 악(樂), 춘추(春秋), 효경(孝經), 논어(論語), 경해(經解), 소학(小學) |      |
| 권203 | 지156 | 예문(藝文) 2    | 《사(史) 상》 정사(正史), 편년(編年), 별사(別史), 사초(史鈔), 고사(故事), 직관(職官), 전기(傳記) |      |
| 권204 | 지157 | 예문(藝文) 3    | 《사(史) 하》 의주(儀注), 형법(刑法), 목록(目錄), 보첩(譜牒), 지리(地理), 패사(霸史) |      |
| 권205 | 지158 | 예문(藝文) 4    | 《자(子) 상》 유가(儒家), 도가(道家), 법가(法家), 명가(名家), 묵가(墨家), 종횡가(縱橫家), 잡가(雜家) |      |
| 권206 | 지159 | 예문(藝文) 5    | 《자(子) 중》 소설(小說), 천문(天文), 오행(五行), 시구(蓍龜) |      |
| 권207 | 지160 | 예문(藝文) 6    | 《자(子) 하》 역산(暦算), 병서(兵書), 잡예술(雜藝術), 유사(類事), 의술(醫術) |      |
| 권208 | 지161 | 예문(藝文) 7    | 《집(集) 상》 초사(楚詞), 별집(別集) |      |
| 권209 | 지162 | 예문(藝文) 8    | 《집(集) 하》 총집(總集), 문사(文史) |      |

### 표(表)
| ###   | ###  | 부제                  | 목록                                                      | 비고 |
| ----- | ---- | --------------------- | --------------------------------------------------------- | ---- |
| 권210 | 표1  | 재보(宰輔) 1          | 태조 건륭 원년(960년) ~ 인종 명도 원년(1032년) 재상 목록  |      |
| 권211 | 표2  | 재보(宰輔) 2          | 인종 명도 2년(1033년) ~ 신종 원풍 8년(1085년) 재상 목록   |      |
| 권212 | 표3  | 재보(宰輔) 3          | 철종 원우 원년(1086년) ~ 흠종 정강 원년(1126년) 재상 목록 |      |
| 권213 | 표4  | 재보(宰輔) 4          | 고종 건염 원년(1127년) ~ 영종 가정 17년(1224년) 재상 목록 |      |
| 권214 | 표5  | 재보(宰輔) 5          | 이종 보경 원년(1225년) ~ 공제 덕우 2년(1276년) 재상 목록  |      |
| 권215 | 표6  | 종실세계(宗室世系) 1  | 연왕(燕王) 조덕소(趙德昭) 후손1                           |      |
| 권216 | 표7  | 종실세계(宗室世系) 2  | 연왕(燕王) 조덕소(趙德昭) 후손2                           |      |
| 권217 | 표8  | 종실세계(宗室世系) 3  | 연왕(燕王) 조덕소(趙德昭) 후손3                           |      |
| 권218 | 표9  | 종실세계(宗室世系) 4  | 연왕(燕王) 조덕소(趙德昭) 후손4                           |      |
| 권219 | 표10 | 종실세계(宗室世系) 5  | 연왕(燕王) 조덕소(趙德昭) 후손5                           |      |
| 권220 | 표11 | 종실세계(宗室世系) 6  | 연왕(燕王) 조덕소(趙德昭) 후손6                           |      |
| 권221 | 표12 | 종실세계(宗室世系) 7  | 연왕(燕王) 조덕소(趙德昭) 후손7                           |      |
| 권222 | 표13 | 종실세계(宗室世系) 8  | 진왕(秦王) 조덕방(趙德芳) 후손1                           |      |
| 권223 | 표14 | 종실세계(宗室世系) 9  | 진왕(秦王) 조덕방(趙德芳) 후손2                           |      |
| 권224 | 표15 | 종실세계(宗室世系) 10 | 한왕(漢王) 조원좌(趙元佐) 후손1                           |      |
| 권225 | 표16 | 종실세계(宗室世系) 11 | 한왕(漢王) 조원좌(趙元佐) 후손2                           |      |
| 권226 | 표17 | 종실세계(宗室世系) 12 | 한왕(漢王) 조원좌(趙元佐) 후손3                           |      |
| 권227 | 표18 | 종실세계(宗室世系) 13 | 한왕(漢王) 조원좌(趙元佐) 후손4                           |      |
| 권228 | 표19 | 종실세계(宗室世系) 14 | 상왕(商王) 조원빈(趙元份) 후손1                           |      |
| 권229 | 표20 | 종실세계(宗室世系) 15 | 상왕(商王) 조원빈(趙元份) 후손2                           |      |
| 권230 | 표21 | 종실세계(宗室世系) 16 | 상왕(商王) 조원빈(趙元份) 후손3                           |      |
| 권231 | 표22 | 종실세계(宗室世系) 17 | 상왕(商王) 조원빈(趙元份) 후손4                           |      |
| 권232 | 표23 | 종실세계(宗室世系) 18 | 상왕(商王) 조원빈(趙元份) 후손5                           |      |
| 권233 | 표24 | 종실세계(宗室世系) 19 | 진왕(鎮王) 조원악(趙元偓) 후손                            |      |
| 권234 | 표25 | 종실세계(宗室世系) 20 | 위왕(魏王) 조정미(趙廷美) 후손1                           |      |
| 권235 | 표26 | 종실세계(宗室世系) 21 | 위왕(魏王) 조정미(趙廷美) 후손2                           |      |
| 권236 | 표27 | 종실세계(宗室世系) 22 | 위왕(魏王) 조정미(趙廷美) 후손3                           |      |
| 권237 | 표28 | 종실세계(宗室世系) 23 | 위왕(魏王) 조정미(趙廷美) 후손4                           |      |
| 권238 | 표29 | 종실세계(宗室世系) 24 | 위왕(魏王) 조정미(趙廷美) 후손5                           |      |
| 권239 | 표30 | 종실세계(宗室世系) 25 | 위왕(魏王) 조정미(趙廷美) 후손6                           |      |
| 권240 | 표31 | 종실세계(宗室世系) 26 | 위왕(魏王) 조정미(趙廷美) 후손7                           |      |
| 권241 | 표32 | 종실세계(宗室世系) 27 | 위왕(魏王) 조정미(趙廷美) 후손8                           |      |

### 열전(列傳)
| ###   | ###     | 부제            | 목록 | 비고 |
| ----- | ------- | --------------- | --- | ---- |
| 권242 | 열전1   | 후비 (后妃) 상  | 태조모소헌두태후(昭憲杜太后), 태조효혜하황후(太祖孝惠賀皇后), 태조효명왕황후(太祖孝明王皇后), 태조효장송황후(太祖孝章宋皇后), 태종숙덕윤황후(太宗淑德尹皇后), 태종의덕부황후(太宗懿德符皇后), 태종명덕이황후(太宗明德李皇后), 태종이현비(太宗李賢妃), 진종장회반황후(真宗章懷潘皇后), 진종장목곽황후(真宗章穆郭皇后), 진종장헌명숙유황후(真宗章獻明肅劉皇后), 진종이신비(真宗李宸妃), 진종양숙비(真宗楊淑妃), 진종심귀비(真宗沈貴妃), 인종곽황후(仁宗郭皇后), 인종자성광헌조황후(仁宗慈聖光獻曹皇后), 인종장귀비(仁宗張貴妃), 인종묘귀비(仁宗苗貴妃), 인종주귀비(仁宗周貴妃), 인종양덕비(仁宗楊德妃), 인종풍현비(仁宗馮賢妃), 영종선인성렬고황후(英宗宣仁聖烈高皇后) |      |
| 권243 | 열전2   | 후비 (后妃) 하  | 신종흠성현숙상황후(神宗欽聖獻肅向皇后), 신종흠성주황후(神宗欽成朱皇后), 신종흠자진황후(神宗欽慈陳皇后), 신종임현비(神宗林賢妃), 신종무현비(神宗武賢妃), 철종소자성헌맹황후(哲宗昭慈聖獻孟皇后), 철종소회유황후(哲宗昭懷劉皇后), 휘종현공왕황후(徽宗顯恭王皇后), 휘종정황후(徽宗鄭皇后), 휘종왕귀비(徽宗王貴妃), 휘종위현비(徽宗韋賢妃), 휘종교귀비(徽宗喬貴妃), 휘종유귀비(徽宗劉貴妃), 흠종주황후(欽宗朱皇后), 고종헌절형황후(高宗憲節邢皇后), 고종헌성자렬오황후(高宗憲聖慈烈吳皇后), 고종반현비(高宗潘賢妃), 고종장현비(高宗張賢妃), 고종유현비(高宗劉賢妃), 고종유완의(高宗劉婉儀), 고종장귀비(高宗張貴妃), 효종성목곽황후(孝宗成穆郭皇后), 효종성공하황후(孝宗成恭夏皇后), 효종성숙사황후(孝宗成肅謝皇后), 효종채귀비(孝宗蔡貴妃), 효종이현비(孝宗李賢妃), 광종자의이황후(光宗慈懿李皇后), 광종황귀비(光宗黃貴妃), 영종공숙한황후(寧宗恭淑韓皇后), 영종공성인렬양황후(寧宗恭聖仁烈楊皇后), 이종사황후(理宗謝皇后), 도종전황후(度宗全皇后), 도종양숙비(度宗楊淑妃)                                                    |      |
| 권244 | 열전3   | 종실 (宗室) 1   | 위도왕 정미(魏悼王 廷美), 연의왕 덕소(燕懿王 德昭), 진강혜왕 덕방(秦康惠王 德芳) |      |
| 권245 | 열전4   | 종실 (宗室) 2   | 한공헌왕 원좌(漢恭憲王 元佐), 소성태자 원희(昭成太子 元僖), 상공정왕 원빈(商恭靖王 元份), 월문혜왕 원걸(越文惠王 元傑), 진공의왕 원악(鎭恭懿王 元偓), 초공혜왕 원칭(楚恭惠王 元偁), 주공숙왕 원엄(周恭肅王 元儼), 숭왕 원억(崇王 元億), 도헌태자 우(悼獻太子 祐), 복안의왕 윤양(濮安懿王 允讓) |      |
| 권246 | 열전5   | 종실 (宗室) 3   | 오영왕 호(吳榮王 顥), 익단헌왕 군(益端獻王 頵), 오영목왕 필(吳榮穆王 佖), 연왕 우(燕王 俁), 초영헌왕 사(楚榮憲王 似), 헌민태자 무(獻湣太子 茂), 운왕 해(鄆王 楷), 숙왕 추(肅王 樞), 경왕 기(景王 杞), 제왕 허(濟王 栩), 서왕 체(徐王 棣), 기왕 악(沂王 㮙), 화왕 식(和王 栻), 신왕 진(信王 榛), 황태자 심(皇太子 諶), 황자 훈(皇子 訓), 원의태자 부(元懿太子 旉), 신왕 거(信王 璩), 장문태자 기(莊文太子 愭), 위혜헌왕 개(魏惠憲王 愷), 경헌태자 순(景獻太子 詢), 진소숙왕 횡(鎭昭肅王 竑) |      |
| 권247 | 열전6   | 종실 (宗室) 4   | 조자칙(趙子淔), 조자숭(趙子崧), 조자력(趙子櫟), 조자지(趙子砥), 조자주(趙子晝), 조자숙(趙子潚), 조사역(師𢍰), 조희언(越希言), 조희역(趙希懌), 조사오(趙士珸), 조사뇨(趙士㒟), 조사궁(趙士𡸕), 조사천(趙士皘), 조불군(趙不群), 조불기(趙不棄), 조부우(趙不尤), 조불백(趙不𢙯), 조선준(趙善俊), 조선예(趙善譽), 조여술(趙汝述), 조숙근(趙叔近), 조숙향(趙叔向), 조언담(趙彦倓), 조언숙(趙彦橚), 조언유(趙彦逾) |      |
| 권248 | 열전7   | 공주 (公主)     | 선조 1녀(宣祖一女), 태조 6녀(太祖六女), 태종 7녀(太宗七女), 진종 2녀(眞宗二女), 인종 13녀(仁宗十三女), 영종 4녀(英宗四女), 신종 10녀(神宗十女), 철종 4녀(哲宗四女), 휘종 34녀(徽宗三十四女), 효종 2녀(孝宗二女), 광종 3녀(光宗三女), 위혜헌왕 1녀(魏惠獻王一女), 영종 1녀(寧宗一女), 이종 1녀(理宗一女) |      |
| 권249 | 열전8   |                 | 범질(范質), 왕부(王溥), 위인포(魏仁浦) |      |
| 권250 | 열전9   |                 | 석수신(石守信), 왕심기(王審琦), 고회덕(高懷德), 한중윤(韓重贇), 장영탁(張令鐸), 나언괴(羅彦瓌), 왕언승(王彦昇) |      |
| 권251 | 열전10  |                 | 한영곤(韓令坤), 모용연쇠(慕容延釗), 부언경(符彦卿) |      |
| 권252 | 열전11  |                 | 왕경(王景), 왕안(王晏), 곽종의(郭從義), 이홍신(李洪信), 무행덕(武行德), 양행신(楊承信), 후장(侯章) |      |
| 권253 | 열전12  |                 | 절덕의(折德扆), 풍계업(馮繼業), 왕승미(王承美), 이계주(李繼周), 손행우(孫行友) |      |
| 권254 | 열전13  |                 | 후익(侯益), 장종은(張從恩), 호언가(扈彦珂), 설회양(薛懷讓), 조찬(趙贊), 이계훈(李繼勳), 약원복(藥元福), 조조(趙晁) |      |
| 권255 | 열전14  |                 | 곽숭(郭崇), 양정장(楊廷璋), 송악(宋偓), 상공(向拱), 왕언초(王彦超), 장영덕(張永德), 왕전빈(王全斌), 강연택(康延澤), 왕계도(王繼濤), 고언휘(高彦暉) |      |
| 권256 | 열전15  |                 | 조보(趙普) |      |
| 권257 | 열전16  |                 | 오정조(吳廷祚), 이숭구(李崇矩), 왕인섬(王仁贍), 초소보(楚昭輔), 이처운(李處耘) |      |
| 권258 | 열전17  |                 | 조빈(曹彬), 반미(潘美), 이초(李超) |      |
| 권259 | 열전18  |                 | 장미(張美), 곽수문(郭守文), 윤숭가(尹崇珂), 유정양(劉廷讓), 원계충(袁繼忠), 최언진(崔彦進), 장정한(張廷翰), 황보계명(皇甫繼明), 장경(張瓊) |      |
| 권260 | 열전19  |                 | 조한(曹翰), 양사(楊嗣), 당진(党進), 이한경(李漢瓊), 유우(劉遇), 이회충(李懷忠), 미신(米信), 전중진(田重進), 유정한(劉廷翰), 최한(崔翰) |      |
| 권261 | 열전20  |                 | 이경(李瓊), 곽경(郭瓊), 진승소(陳承昭), 이만초(李萬超), 백중찬(白重贊), 왕인호(王仁鎬), 진사양(陳思讓), 초계훈(焦繼勳), 유중진(劉重進), 원언(袁彦), 기정훈(祁廷訓), 장탁(張鐸), 이만전(李萬全), 전경함(田景咸), 왕휘(王暉) |      |
| 권262 | 열전21  |                 | 이곡(李穀), 잠거윤(昝居潤), 두정고(竇貞固), 이도(李濤), 왕역간(王易簡), 조상교(趙上交), 장석(張錫), 장주(張鑄), 변귀당(邊歸讜), 유온수(劉溫叟), 유도(劉濤), 변광범(邊光範), 유재(劉載), 정우(程羽) |      |
| 권263 | 열전22  |                 | 장소(張昭), 두의(竇儀), 여여경(呂餘慶), 유희고(劉熙古), 석희재(石熙載), 이목(李穆) |      |
| 권264 | 열전23  |                 | 설거정(薛居正), 심륜(沈倫), 노다손(盧多遜), 송기(宋琪), 송웅(宋雄) |      |
| 권265 | 열전24  |                 | 이방(李昉), 여몽정(呂蒙正), 장제현(張齊賢), 가황중(賈黃中) |      |
| 권266 | 열전25  |                 | 전약수(錢若水), 소역간(蘇易簡), 곽지(郭贄), 이지(李至), 신중보(辛仲甫), 왕면(王沔), 온중서(溫仲舒), 왕화기(王化基) |      |
| 권267 | 열전26  |                 | 장굉(張宏), 조창언(趙昌言), 진서(陳恕), 위우(魏羽), 유식(劉式), 유창언(劉昌言), 장계(張洎), 이유청(李惟淸) |      |
| 권268 | 열전27  |                 | 시우석(柴禹錫), 장손(張遜), 양수일(楊守一), 조용(趙鎔), 주형(周瑩), 왕계영(王繼英), 왕현(王顯) |      |
| 권269 | 열전28  |                 | 도곡(陶穀), 호몽(扈蒙), 왕저(王著), 왕우(王祐), 양소검(楊昭儉), 어숭량(魚崇諒), 장담(張澹), 고석(高錫) |      |
| 권270 | 열전29  |                 | 안간(顔衎), 극가구(劇可久), 조봉(趙逢), 소효(蘇曉), 고방(高防), 풍찬(馮瓚), 변후(邊珝), 왕명(王明), 허중선(許仲宣), 양극양(楊克讓), 단사공(段思恭), 후척(侯陟), 이부(李符), 위비(魏丕), 동추(董樞) |      |
| 권271 | 열전30  |                 | 마영종(馬令琮), 두한휘(杜漢徽), 장정한(張廷翰), 오건유(吳虔裕), 채심정(蔡審廷), 주광(周廣), 장훈(張勳), 석희(石曦), 장장영(張藏英), 육만우(陸萬友), 해휘(解暉), 이도(李韜), 왕진경(王晉卿), 곽정위(郭廷謂), 조연진(趙延進), 보초(輔超) |      |
| 권272 | 열전31  |                 | 양업(楊業), 형한유(荊罕儒), 조광실(曹光實), 장휘(張暉), 사초(司超) |      |
| 권273 | 열전32  |                 | 이진경(李進卿), 양미(楊美), 하계균(何繼筠), 이한초(李漢超), 곽진(郭進), 우사진(牛思進), 이겸부(李謙溥), 요내빈(姚內斌), 동준회(董遵誨), 하유충(賀惟忠), 마인우(馬仁瑀) |      |
| 권274 | 열전33  |                 | 왕찬(王贊), 장보속(張保續), 조빈(趙玭), 노회충(盧懷忠), 왕계훈(王繼勳), 정덕유(丁德裕), 장연통(張延通), 양형(梁迥), 사규(史珪), 전흠조(田欽祚), 후윤(侯贇), 왕문보(王文寶), 적수소(翟守素), 왕신(王侁), 유심경(劉審瓊) |      |
| 권275 | 열전34  |                 | 유복(劉福), 안수충(安守忠), 공수정(孔守正), 담연미(譚延美), 원달(元達), 상사덕(常思德), 윤계륜(尹繼倫), 설초(薛超), 정한(丁罕), 조도(趙瑫), 곽밀(郭密), 부사양(傅思讓), 이빈(李斌), 전인랑(田仁朗), 유겸(劉謙) |      |
| 권276 | 열전35  |                 | 유보훈(劉保勳), 등중정(滕中正), 유반(劉蟠), 공승공(孔承恭), 송당(宋璫), 원곽(袁廓), 번지고(樊知古), 곽재(郭載), 장병(臧丙), 서휴복(徐休復), 장관(張觀), 진종신(陳從信), 장평(張平), 왕계승(王繼昇), 윤헌(尹憲), 왕빈(王賓), 안충(安忠) |      |
| 권277 | 열전36  |                 | 장감(張鑑), 요탄(姚坦), 색상(索湘), 송태초(宋太初), 노지한(盧之翰), 정문보(鄭文寶), 왕자여(王子輿), 유종(劉綜), 변곤(卞袞), 허양(許驤), 배장(裴莊), 우면(牛冕), 장적(張適), 난숭길(欒崇吉), 원봉길(袁逢吉), 한국화(韓國華), 하몽(何蒙), 신지례(愼知禮) |      |
| 권278 | 열전37  |                 | 마전의(馬全義), 뇌덕양(雷德驤), 왕초(王超) |      |
| 권279 | 열전38  |                 | 왕계충(王繼忠), 부잠(傅潛), 장소윤(張昭允), 대흥(戴興), 왕한충(王漢忠), 왕능(王能), 장응(張凝), 위능(魏能), 진흥(陳興), 허균(許均), 장진(張進), 이중귀(李重貴), 호연찬(呼延贊), 유용(劉用), 경전빈(耿全斌), 주인미(周仁美) |      |
| 권280 | 열전39  |                 | 전소빈(田紹斌), 왕영(王榮), 양경(楊瓊), 전수준(錢守俊), 서흥(徐興), 왕고(王杲), 이중회(李重誨), 백수소(白守素), 장사균(張思鈞), 이기(李琪), 왕연범(王延範) |      |
| 권281 | 열전40  |                 | 여단(呂端), 필사안(畢士安), 구준(寇準) |      |
| 권282 | 열전41  |                 | 이항(李沆), 왕단(王旦), 상민중(向敏中) |      |
| 권283 | 열전42  |                 | 왕흥약(王欽若), 임특(林特), 정위(丁謂), 하송(夏竦) |      |
| 권284 | 열전43  |                 | 진효좌(陳堯佐), 송상(宋庠) |      |
| 권285 | 열전44  |                 | 진집중(陳執中), 유항(劉沆), 풍증(馮拯), 가창조(賈昌朝), 양적(梁適) |      |
| 권286 | 열전45  |                 | 노종도(魯宗道), 설규(薛奎), 왕서(王曙), 채제(蔡齊) |      |
| 권287 | 열전46  |                 | 양려(楊礪), 송식(宋湜), 왕사종(王嗣宗), 이창령(李昌齡), 조안인(趙安仁), 진팽년(陳彭年) |      |
| 권288 | 열전47  |                 | 임중정(任中正), 주기(周起), 정림(程琳), 강준(姜遵), 범옹(范雍), 조전(趙稹), 임포(任布), 고약눌(高若訥), 손면(孫沔) |      |
| 권289 | 열전48  |                 | 고경(高瓊), 범정소(范廷召), 갈패(葛霸) |      |
| 권290 | 열전49  |                 | 조이용(曹利用), 손계업(孫繼鄴), 장기(張耆), 양숭훈(楊崇勳), 하수은(夏守恩), 적청(狄靑), 장옥(張玉), 손절(孫節), 곽규(郭逵) |      |
| 권291 | 열전50  |                 | 오육(吳育), 송수(宋綬), 이약곡(李若谷), 왕박문(王博文), 왕종(王鬷) |      |
| 권292 | 열전51  |                 | 이자(李諮), 정감(程戡), 하후교(夏侯嶠), 성도(盛度), 정도(丁度), 장관(張觀), 정전(鄭戩), 명호(明鎬), 왕요신(王堯臣), 손변(孫抃), 전황(田況) |      |
| 권293 | 열전52  |                 | 전석(田錫), 왕우칭(王禹偁), 장영(張詠) |      |
| 권294 | 열전53  |                 | 장우석(掌禹錫), 소신(蘇紳), 왕수(王洙), 서언(胥偃), 류식(柳植), 섭관경(聶冠卿), 풍원(馮元), 조사민(趙師民), 장석(張錫), 장규(張揆), 양안국(楊安國) |      |
| 권295 | 열전54  |                 | 윤수(尹洙), 손보(孫甫), 사강(謝絳), 엽청신(葉淸臣), 양찰(楊察) |      |
| 권296 | 열전55  |                 | 한비(韓丕), 사항(師頏), 장무직(張茂直), 양호(梁顥), 양휘지(楊徽之), 여문중(呂文仲), 왕저(王著), 여우지(呂祐之), 반신수(潘愼修), 두호(杜鎬), 사도(査道) |      |
| 권297 | 열전56  |                 | 공도보(孔道輔), 국영(鞠詠), 유수(劉隨), 조수고(曹修古), 곽권(郭勸), 단소련(段少連) |      |
| 권298 | 열전57  |                 | 팽승(彭乘), 혜영(嵇穎), 매지(梅摯), 사마지(司馬池), 이급(李及), 연숙(燕肅), 장당(蔣堂), 유기(劉夔), 마량(馬亮), 진희량(陳希亮) |      |
| 권299 | 열전58  |                 | 적비(狄棐), 낭간(郞簡), 손조덕(孫祖德), 장약곡(張若谷), 석양휴(石揚休), 조사형(祖士衡), 이수(李垂), 장동(張洞), 이사형(李仕衡), 이부(李溥), 호칙(胡則), 설안(薛顔), 허원(許元), 종리근(鍾離瑾), 손충(孫沖), 최역(崔嶧), 전유(田瑜), 시창언(施昌言) |      |
| 권300 | 열전59  |                 | 양해(楊偕), 왕연(王沿), 두기(杜杞), 양전(楊畋), 주담(周湛), 서적(徐的), 요중손(姚仲孫), 진태소(陳太素), 마심(馬尋), 두증(杜曾), 이허기(李虛己), 장부(張傅), 유헌경(兪獻卿), 진종혁(陳從易), 양대아(楊大雅) |      |
| 권301 | 열전60  |                 | 변숙(邊肅), 매순(梅詢), 마원방(馬元方), 설전(薛田), 구감(寇瑊), 양일엄(楊日嚴), 이행간(李行簡), 장빈(章頻), 진염(陳琰), 이유(李宥), 장병(張秉), 장택(張擇行), 정향(鄭向), 곽진(郭稹), 조하(趙賀), 고적(高覿), 원항(袁抗), 서기(徐起), 장지(張旨), 제곽(齊廓), 정양(鄭驤) |      |
| 권302 | 열전61  |                 | 왕진(王臻), 어주순(魚周詢), 가암(賈黯), 이경(李京), 오정신(吳鼎臣), 여경초(呂景初), 마준(馬遵), 오급(吳及), 범사도(范師道), 이현(李絢), 하중립(何中立), 심막(沈邈) |      |
| 권303 | 열전62  |                 | 장온지(張昷之), 위관(魏瓘), 등종량(滕宗諒), 이방(李防), 조상(趙湘), 당숙(唐肅), 장술(張述), 황진(黃震), 호순지(胡順之), 진관(陳貫), 범상(范祥), 전경(田京) |      |
| 권304 | 열전63  |                 | 주위(周渭), 양정(梁鼎), 범정사(范正辭), 유사도(劉師道), 왕제(王濟), 방해(方偕), 조영숙(曹穎叔), 유원유(劉元瑜), 양고(楊告), 조급(趙及), 유식(劉湜), 왕빈(王彬), 중간(仲簡) |      |
| 권305 | 열전64  |                 | 양억(楊億), 조형(晁迥), 유균(劉筠), 설영(薛映) |      |
| 권306 | 열전65  |                 | 사필(謝泌), 손하(孫何), 주태부(朱台符), 척륜(戚綸), 장거화(張去華), 약황목(樂黃目), 시성무(柴成務) |      |
| 권307 | 열전66  |                 | 교유악(喬維岳), 왕척(王陟), 장옹(張雍), 동엄(董儼), 위정식(魏廷式), 노염(盧琰), 송단(宋摶), 능책(凌策), 양담(楊覃), 진세경(陳世卿), 이약졸(李若拙), 진지휘(陳知微) |      |
| 권308 | 열전67  |                 | 상관정(上官正), 노빈(盧斌), 주심옥(周審玉), 배제(裴濟), 이계선(李繼宣), 장단(張旦), 장후(張煦), 장길(張佶) |      |
| 권309 | 열전68  |                 | 장연덕(王延德), 상연신(常延信), 정덕현(程德玄), 왕연덕(王延德), 위진(魏震), 장질(張質), 양윤공(楊允恭), 진희(秦羲), 사덕권(謝德權), 염일실(閻日新), 근회덕(靳懷德) |      |
| 권310 | 열전69  |                 | 이적(李迪), 왕증(王曾), 장지백(張知白), 두연(杜衍) |      |
| 권311 | 열전70  |                 | 안수(晏殊), 방적(龐籍), 왕수(王隨), 장득상(章得象), 여이간(呂夷簡), 장사손(張士遜) |      |
| 권312 | 열전71  |                 | 한기(韓琦), 증공량(曾公亮), 진승지(陳升之), 오충(吳充), 왕규(王珪) |      |
| 권313 | 열전72  |                 | 부필(富弼), 문언박(文彦博) |      |
| 권314 | 열전73  |                 | 범중엄(范仲淹), 범순인(范純仁) |      |
| 권315 | 열전74  |                 | 한억(韓億), 한강(韓絳), 한유(韓維), 한진(韓縝) |      |
| 권316 | 열전75  |                 | 포증(包拯), 오규(吳奎), 조변(趙抃), 당개(唐介) |      |
| 권317 | 열전76  |                 | 소항(邵亢), 풍경(馮京), 전유연(錢惟演) |      |
| 권318 | 열전77  |                 | 장방평(張方平), 왕공진(王拱辰), 장변(張昪), 조개(趙槩), 호숙(胡宿) |      |
| 권319 | 열전78  |                 | 구양수(歐陽修), 유창(劉敞), 증공(曾鞏) |      |
| 권320 | 열전79  |                 | 채양(蔡襄), 여진(呂溱), 왕소(王素), 여정(余靖), 팽사영(彭思永), 장존(張存) |      |
| 권321 | 열전80  |                 | 정해(鄭獬), 진양(陳襄), 전공보(錢公輔), 손수(孫洙), 풍직(豊稷), 여회(呂誨), 유술(劉述), 유기(劉琦), 전의(錢顗), 정협(鄭俠) |      |
| 권322 | 열전81  |                 | 하담(何郯), 오중복(吳中復), 진천(陳薦), 왕렵(王獵), 손사공(孫思恭), 주맹양(周孟陽), 제회(齊恢), 양회(楊繪), 유상(劉庠), 주경(朱京) |      |
| 권323 | 열전82  |                 | 울소민(蔚昭敏), 고화(高化), 주미(周美), 염수공(閻守恭), 맹원(孟元), 유겸(劉謙), 조진(趙振), 장충(張忠), 범각(范恪), 마회덕(馬懷德), 안준(安俊), 상보(向寶) |      |
| 권324 | 열전83  |                 | 석보(石普), 장자(張孜), 허회덕(許懷德), 이윤칙(李允則), 장항(張亢), 유문질(劉文質), 조자(趙滋) |      |
| 권325 | 열전84  |                 | 유평(劉平), 임복(任福), 왕규(王珪), 무영(武英), 상역(桑懌), 경부(耿傅), 왕중보(王仲寶) |      |
| 권326 | 열전85  |                 | 경태(景泰), 왕신(王信), 장해(蔣偕), 장충(張忠), 곽은(郭恩), 장절(張岊), 장군평(張君平), 사방(史方), 노감(盧鑑), 이위(李渭), 왕과(王果), 곽자(郭諮), 전민(田敏), 시기서(侍其曙), 강덕여(康德輿), 장소원(張昭遠) |      |
| 권327 | 열전86  |                 | 왕안석(王安石), 왕안례(王安禮), 왕안국(王安國) |      |
| 권328 | 열전87  |                 | 이청신(李淸臣), 안도(安燾), 장조(張璪), 포종맹(蒲宗孟), 황리(黃履), 채정(蔡挺), 왕소(王韶), 설향(薛向), 장절(章楶) |      |
| 권329 | 열전88  |                 | 상질(常秩), 등관(鄧綰), 이정(李定), 서단(舒亶), 건주보(蹇周輔), 서탁(徐鐸), 왕광연(王廣淵), 왕도(王陶), 왕자소(王子韶), 하정신(何正臣), 진역(陳繹) |      |
| 권330 | 열전89  |                 | 임전(任顓), 이참(李參), 곽신석(郭申錫), 부구(傅求), 장경헌(張景憲), 두변(竇卞), 장괴(張瓌), 손유(孫瑜), 허준(許遵), 노사종(盧士宗), 전상선(錢象先), 한숙(韓璹), 두순(杜純), 두상(杜常), 사린(謝麟), 왕종망(王宗望), 왕길보(王吉甫) |      |
| 권331 | 열전90  |                 | 손장경(孫長卿), 주항(周沆), 이중사(李中師), 나증(羅拯), 마중보(馬仲甫), 왕거경(王居卿), 손구(孫構), 장선(張詵), 소심(蘇審), 마종선(馬從先), 심구(沈遘), 이대림(李大臨), 여하경(呂夏卿), 조무택(祖無擇), 정사맹(程師孟), 장문(張問), 진순유(陳舜兪), 악경(樂京), 유몽(劉蒙), 묘시중(苗時中), 한지(韓贄), 초건중(楚建中), 장힐(張頡), 노혁(盧革) |      |
| 권332 | 열전91  |                 | 등원발(滕元發), 이사중(李師中), 육선(陸詵), 조설(趙卨), 손로(孫路), 유사웅(游師雄), 목연(穆衍) |      |
| 권333 | 열전92  |                 | 양좌(楊佐), 이태(李兌), 심립(沈立), 장섬(張掞), 장도(張燾), 유충(兪充), 유근(劉瑾), 염순(閻詢), 갈궁(葛宮), 장전(張田), 영인(榮諲), 이재(李載), 요환(姚渙), 주경(朱景), 이종(李琮), 주수륭(朱壽隆), 노사굉(盧士宏), 단후(單煦), 양중원(楊仲元), 여양굉(余良肱), 반숙(潘夙) |      |
| 권334 | 열전93  |                 | 서희(徐禧), 이직(李稷), 고영능(高永能), 심기(沈起), 유이(劉彝), 웅본(熊本), 소주(蕭注), 도필(陶弼), 임광(林廣) |      |
| 권335 | 열전94  |                 | 종세형(種世衡) |      |
| 권336 | 열전95  |                 | 사마광(司馬光), 여공저(呂公著) |      |
| 권337 | 열전96  |                 | 범진(范鎭) |      |
| 권338 | 열전97  |                 | 소식(蘇軾) |      |
| 권339 | 열전98  |                 | 소철(蘇轍) |      |
| 권340 | 열전99  |                 | 여대방(呂大防), 유지(劉摯), 소송(蘇頌) |      |
| 권341 | 열전100 |                 | 왕존(王存), 손고(孫固), 조첨(趙瞻), 부요유(傅堯兪) |      |
| 권342 | 열전101 |                 | 양도(梁燾), 왕암수(王巖叟), 정옹(鄭雍), 손영(孫永) |      |
| 권343 | 열전102 |                 | 원강(元絳), 허장(許將), 등윤보(鄧潤甫), 임희(林希), 장지기(蔣之奇), 육전(陸佃), 오거후(吳居厚), 온익(溫益) |      |
| 권344 | 열전103 |                 | 손각(孫覺), 이상(李常), 공문중(孔文仲), 이주(李周), 선우신(鮮于侁), 고림(顧臨), 이지순(李之純), 왕적(王覿), 마묵(馬默) |      |
| 권345 | 열전104 |                 | 유안세(劉安世), 추호(鄒浩), 전주(田晝), 왕회(王回), 증탄(曾誕), 진관(陳瓘), 임백우(任伯雨) |      |
| 권346 | 열전105 |                 | 진차승(陳次升), 진사석(陳師錫), 팽여려(彭汝礪), 여도(呂陶), 장정견(張庭堅), 공결(龔𡙇), 손악(孫諤), 진헌(陳軒), 강공망(江公望), 진우(陳祐), 상안민(常安民) |      |
| 권347 | 열전106 |                 | 손고(孫鼛), 오시(吳時), 이소기(李昭玘), 오사례(吳師禮), 왕한지(王漢之), 황렴(黃廉), 주복(朱服), 장순민(張舜民), 성도(盛陶), 장형(章衡), 안복(顔復), 손승(孫升), 한천(韓川), 공정신(龔鼎臣), 정목(鄭穆), 석단(席旦), 교집중(喬執中) |      |
| 권348 | 열전107 |                 | 부즙(傅楫), 심기(沈畸), 소복(蕭服), 서적(徐勣), 장여명(張汝明), 황보광(黃葆光), 석공필(石公弼), 장극공(張克公), 모주(毛注), 홍언승(洪彦昇), 종전(鍾傳), 도절부(陶節夫), 모점(毛漸), 왕조도(王祖道), 장장(張莊), 조휼(趙遹) |      |
| 권349 | 열전108 |                 | 학질(郝質), 가규(賈逵), 두순경(竇舜卿), 유창조(劉昌祚), 노정(盧政), 연달(燕達), 요시(姚兕), 양수(楊燧), 유순경(劉舜卿), 송수약(宋守約) |      |
| 권350 | 열전109 |                 | 묘수(苗授), 왕군만(王君萬), 장수약(張守約), 왕문욱(王文郁), 주영청(周永淸), 유소능(劉紹能), 왕광조(王光祖), 이호(李浩), 화빈(和斌), 유중무(劉仲武), 곡진(曲珍), 유격(劉闃), 곽성(郭成), 가암(賈嵓), 장정(張整), 장온(張蘊), 왕은(王恩), 양응순(楊應詢), 조륭(趙隆) |      |
| 권351 | 열전110 |                 | 조정지(趙挺之), 장상영(張商英), 유정부(劉正夫), 하집중(何執中), 정거중(鄭居中), 안요신(安堯臣), 장강국(張康國), 주악(朱諤), 유규(劉逵), 임터(林攄), 관사인(管師仁), 후몽(侯蒙) |      |
| 권352 | 열전111 |                 | 당각(唐恪), 이방언(李邦彦), 여심(余深), 설앙(薛昻), 오민(吳敏), 왕안중(王安中), 왕양(王襄), 조야(趙野), 조보(曹輔), 경남중(耿南仲), 왕우(王㝢) |      |
| 권353 | 열전112 |                 | 하률(何栗), 손부(孫傅), 진과정(陳過庭), 장숙야(張叔夜), 섭창(聶昌), 장각(張閣), 장근(張近), 정근(鄭僅), 우문창령(宇文昌齡), 허기(許幾), 정지소(程之邵), 공원(龔原), 최공도(崔公度), 포유(蒲卣) |      |
| 권354 | 열전113 |                 | 심수(沈銖), 노창형(路昌衡), 사문관(謝文瓘), 육온(陸蘊), 황식(黃寔), 요우(姚祐), 누리(樓異), 심적중(沈積中), 이백종(李伯宗), 왕해(汪澥), 하상(何常), 엽조흡(葉祖洽), 시언(時彦), 곽단우(霍端友), 유률(兪栗), 채의(蔡薿) |      |
| 권355 | 열전114 |                 | 가역(賈易), 동돈일(董敦逸), 상관균(上官均), 내지소(來之邵), 엽도(葉濤), 양외(楊畏), 최태부(崔台符), 양급(楊汲), 여가문(呂嘉問), 이남공(李南公), 동필(董必), 우책(虞策), 곽지장(郭知章) |      |
| 권356 | 열전115 |                 | 유증(劉拯), 전휼(錢遹), 석예(石豫), 좌부(左膚), 허돈인(許敦仁), 오집중(吳執中), 오재(吳材), 유병(劉昺), 송교년(宋喬年), 강연명(强淵明), 채거후(蔡居厚), 유사명(劉嗣明), 장정(蔣靜), 가위절(賈偉節), 최언(崔鶠), 장근(張根), 임량(任諒), 주상(周常) |      |
| 권357 | 열전116 |                 | 하관(何灌), 이희정(李熙靖), 왕운(王雲), 담세적(譚世勣), 매집례(梅執禮), 정진(程振), 유연경(劉延慶) |      |
| 권358 | 열전117 |                 | 이강(李綱) 上 |      |
| 권359 | 열전118 |                 | 이강(李綱) 下 |      |
| 권360 | 열전119 |                 | 종택(宗澤), 조정(趙鼎) |      |
| 권361 | 열전120 |                 | 장준(張浚) |      |
| 권362 | 열전121 |                 | 주승비(朱勝非), 여이호(呂頤浩), 범종윤(范宗尹), 범치허(范致虛), 여호문(呂好問) |      |
| 권363 | 열전122 |                 | 이광(李光), 허한(許翰), 허경형(許景衡), 장각(張慤), 장소(張所), 진화(陳禾), 장유(蔣猷) |      |
| 권364 | 열전123 |                 | 한세충(韓世忠) |      |
| 권365 | 열전124 |                 | 악비(岳飛) |      |
| 권366 | 열전125 |                 | 유기(劉錡), 오개(吳玠), 오린(吳璘) |      |
| 권367 | 열전126 |                 | 이현충(李顯忠), 양존중(楊存中), 곽호(郭浩), 양정(楊政) |      |
| 권368 | 열전127 |                 | 왕덕(王德), 왕언(王彦), 위승(魏勝), 장헌(張憲), 양재흥(楊再興), 우고(牛皋), 호굉휴(胡閎休) |      |
| 권369 | 열전128 |                 | 장준(張俊), 장종안(張宗顔), 유광세(劉光世), 왕연(王淵), 해원(解元), 곡단(曲端) |      |
| 권370 | 열전129 |                 | 왕우직(王友直), 이보(李寶), 성민(成閔), 조밀(趙密), 유자우(劉子羽), 여지(呂祉), 호세장(胡世將), 정강중(鄭剛中) |      |
| 권371 | 열전130 |                 | 백시중(白時中), 서처인(徐處仁), 풍해(馮澥), 왕륜(王倫), 우문허중(宇文虛中), 탕사퇴(湯思退) |      |
| 권372 | 열전131 |                 | 주탁(朱倬), 왕륜(王綸), 윤색(尹穡), 왕지망(王之望), 서부(徐俯), 심여구(沈與求), 적여문(翟汝文), 왕서(王庶), 신병(辛炳) |      |
| 권373 | 열전132 |                 | 주변(朱弁), 정망지(鄭望之), 장소(張邵), 홍호(洪皓) |      |
| 권374 | 열전133 |                 | 장구성(張九成), 호전(胡銓), 요강(廖剛), 이태(李迨), 조개(趙開) |      |
| 권375 | 열전134 |                 | 등숙(鄧肅), 이병(李邴), 등강(滕康), 장수(張守), 부직유(富直柔), 풍강국(馮康國) |      |
| 권376 | 열전135 |                 | 상동(常同), 장치원(張致遠), 설휘언(薛徽言), 진연(陳淵), 위강(魏矼), 반양귀(潘良貴), 여본중(呂本中) |      |
| 권377 | 열전136 |                 | 상자인(向子諲), 진규(陳規), 계릉(季陵), 노지원(盧知原), 진각(陳桷), 이구(李璆), 이박(李朴), 왕상(王庠), 왕의(王衣) |      |
| 권378 | 열전137 |                 | 위부민(衞膚敏), 유각(劉珏), 호순척(胡舜陟), 심회(沈晦), 유일지(劉一止), 호교수(胡交修), 기숭례(綦崇禮) |      |
| 권379 | 열전138 |                 | 장의(章誼), 한초주(韓肖冑), 진공보(陳公輔), 장학(張觷), 호송년(胡松年), 조훈(曹勛), 이직(李稙), 한공예(韓公裔) |      |
| 권380 | 열전139 |                 | 하주(何鑄), 왕차옹(王次翁), 범동(范同), 양원(楊愿), 누소(樓炤), 구룡여연(勾龍如淵), 설필(薛弼), 나여즙(羅汝楫), 소진(蕭振) |      |
| 권381 | 열전140 |                 | 범여규(范如圭), 오표신(吳表臣), 왕거정(王居正), 안돈복(晏敦復), 황구년(黃龜年), 정우(程瑀), 장천(張闡), 홍의(洪擬), 조규(趙逵) |      |
| 권382 | 열전141 |                 | 장도(張燾), 황중(黃中), 손도부(孫道夫), 증기(曾幾), 구도(勾濤), 이미손(李彌遜) |      |
| 권383 | 열전142 |                 | 진준경(陳俊卿), 우윤문(虞允文), 신차응(辛次膺) |      |
| 권384 | 열전143 |                 | 진강백(陳康伯), 양극가(梁克家), 왕철(汪澈), 엽의문(葉義問), 장비(蔣芾), 엽옹(葉顒), 엽형(葉衡) |      |
| 권385 | 열전144 |                 | 갈필(葛邲), 전단례(錢端禮), 위기(魏杞), 주규(周葵), 시사점(施師點), 소수(蕭燧), 공무량(龔茂良) |      |
| 권386 | 열전145 |                 | 유공(劉珙), 왕린(王藺), 황조순(黃祖舜), 왕대보(王大寶), 김안절(金安節), 왕강중(王剛中), 이언영(李彦穎), 범성대(范成大) |      |
| 권387 | 열전146 |                 | 황흡(黃洽), 왕응진(汪應辰), 왕십붕(王十朋), 오비(吳芾), 진양한(陳良翰), 두신로(杜莘老) |      |
| 권388 | 열전147 |                 | 주집고(周執羔), 왕희여(王希呂), 진양우(陳良祐), 이호(李浩), 진탁(陳橐), 호기(胡沂), 당문약(唐文若), 이도(李燾) |      |
| 권389 | 열전148 |                 | 우무(尤袤), 사악(謝諤), 안사로(顔師魯), 원추(袁樞), 이춘(李椿), 유의봉(劉儀鳳), 장효상(張孝祥) |      |
| 권390 | 열전149 |                 | 이형(李衡), 왕자중(王自中), 가원(家愿), 장강(張綱), 장대경(張大經), 채광(蔡洸), 막몽(莫濛), 주종(周淙), 유장(劉章), 심작빈(沈作賓) |      |
| 권391 | 열전150 |                 | 주필대(周必大), 유정(留正), 호진신(胡晉臣) |      |
| 권392 | 열전151 |                 | 조여우(趙汝愚) |      |
| 권393 | 열전152 |                 | 팽구년(彭龜年), 황상(黃裳), 나점(羅點), 황도(黃度), 주남(周南), 임대중(林大中), 진규(陳騤), 황보(黃黼), 첨체인(詹體仁) |      |
| 권394 | 열전153 |                 | 호굉(胡紘), 하담(何澹), 임률(林栗), 고문호(高文虎), 진자강(陳自强), 정병(鄭丙), 경당(京鏜), 사심보(謝深甫), 허급지(許及之), 양여가(梁汝嘉) |      |
| 권395 | 열전154 |                 | 누약(樓鑰), 이대성(李大性), 임희이(任希夷), 사응룡(徐應龍), 장하(莊夏), 왕완(王阮), 왕질(王質), 육유(陸游), 방신유(方信孺), 왕남(王柟) |      |
| 권396 | 열전155 |                 | 사호(史浩), 왕회(王淮), 조웅(趙雄), 권방언(權邦彦), 정송(程松), 진겸(陳謙), 장암(張巖) |      |
| 권397 | 열전156 |                 | 서의(徐誼), 오렵(吳獵), 항안세(項安世), 설숙사(薛叔似), 유갑(劉甲), 양보(楊輔), 유광조(劉光祖) |      |
| 권398 | 열전157 |                 | 여단례(余端禮), 이벽(李壁), 구화(丘崈), 예사(倪思), 우문소절(宇文紹節), 이번(李蘩) |      |
| 권399 | 열전158 |                 | 정곡(鄭瑴), 왕정수(王庭秀), 구여(仇悆), 고등(高登), 누인량(婁寅亮), 송여위(宋汝爲) |      |
| 권400 | 열전159 |                 | 왕신(王信), 왕대유(汪大猷), 원섭(袁燮), 오유승(吳柔勝), 유중홍(游仲鴻), 이상(李祥), 왕개(王介), 송덕지(宋德之), 양대전(楊大全) |      |
| 권401 | 열전160 |                 | 신기질(辛棄疾), 하리(何異), 유재(劉宰), 유약(劉爚), 시중행(柴中行), 이맹전(李孟傳) |      |
| 권402 | 열전161 |                 | 진민(陳敏), 장조(張詔), 필재우(畢再遇), 안병(安丙), 양거원(楊巨源), 이호의(李好義) |      |
| 권403 | 열전162 |                 | 조방(趙方), 가섭(賈涉), 호재흥(扈再興), 맹종정(孟宗政), 장위(張威) |      |
| 권404 | 열전163 |                 | 왕약해(汪若海), 장운(張運), 류약(柳約), 이순신(李舜臣), 손봉길(孫逢吉), 장영(章穎), 상비경(商飛卿), 유영(劉穎), 서방헌(徐邦憲) |      |
| 권405 | 열전164 |                 | 이종면(李宗勉), 원보(袁甫), 유불(劉黻), 왕거안(王居安) |      |
| 권406 | 열전165 |                 | 최여지(崔與之), 홍자기(洪咨夔), 허혁(許奕), 진거인(陳居仁), 유한필(劉漢弼) |      |
| 권407 | 열전166 |                 | 두범(杜範), 양간(楊簡), 전시(錢時), 장복(張虙), 여오(呂午) |      |
| 권408 | 열전167 |                 | 오창예(吳昌裔), 왕강(汪綱), 진복(陳宓), 왕정(王霆) |      |
| 권409 | 열전168 |                 | 고정자(高定子), 고사득(高斯得), 장충여(張忠恕), 당린(唐璘) |      |
| 권410 | 열전169 |                 | 누기(婁機), 심환(沈煥), 서린(舒璘), 조언약(曹彦約), 범응령(范應鈴), 서경손(徐經孫) |      |
| 권411 | 열전170 |                 | 탕숙(湯璹), 장중진(蔣重珍), 모자재(牟子才), 주비손(朱貔孫), 구양수도(歐陽守道) |      |
| 권412 | 열전171 |                 | 맹공(孟珙), 두고(杜杲), 왕등(王登), 양섬(楊掞), 장유효(張惟孝), 진함(陳咸) |      |
| 권413 | 열전172 |                 | 조여담(趙汝談), 조여당(趙汝讜), 조희관(趙希錧), 조언눌(趙彦吶), 조선상(趙善湘), 조여환(趙與懽), 조필원(趙必愿) |      |
| 권414 | 열전173 |                 | 사미원(史弥遠), 정청지(鄭淸之), 사숭지(史嵩之), 동괴(董槐), 엽몽정(葉夢鼎), 마정란(馬廷鸞) |      |
| 권415 | 열전174 |                 | 부백성(傅伯成), 갈홍(葛洪), 증삼복(曾三復), 황주약(黃疇若), 원소(袁韶), 위진(危稹), 정공허(程公許), 나필원(羅必元), 왕수(王遂) |      |
| 권416 | 열전175 |                 | 오연(吳淵), 여개(余玠), 왕입신(汪立信), 상사벽(向士璧), 호영(胡穎), 냉응징(冷應澂), 조숙원(曹叔遠), 왕만(王萬), 마광조(馬光祖) |      |
| 권417 | 열전176 |                 | 교행간(喬行簡), 범종(范鍾), 유사(游似), 조규(趙葵), 사방숙(謝方叔) |      |
| 권418 | 열전177 |                 | 오잠(吳潛), 정원봉(程元鳳), 강만리(江萬里), 왕약(王爚), 장감(章鑑), 진의중(陳宜中), 문천상(文天祥) |      |
| 권419 | 열전178 |                 | 선증(宣繒), 설극(薛極), 진귀의(陳貴誼), 증종룡(曾從龍), 정성지(鄭性之), 이명복(李鳴復), 추응룡(鄒應龍), 여천석(余天錫), 허응룡(許應龍), 임략(林略), 서영수(徐榮叟), 별지걸(別之傑), 유백정(劉伯正), 김연(金淵), 이성전(李性傳), 진위(陳韡), 최복(崔福) |      |
| 권420 | 열전179 |                 | 왕백대(王伯大), 정채(鄭寀), 응유(應㒡), 서청수(徐淸叟), 이증백(李曾伯), 왕야(王埜), 채항(蔡抗), 장반(張磻), 마천기(馬天驥), 주습(朱熠), 요호희(饒虎臣), 대경가(戴慶炣), 피용영(皮龍榮), 심염(沈炎) |      |
| 권421 | 열전180 |                 | 양동(楊棟), 요희득(姚希得), 포회(包恢), 상정(常挺), 진종례(陳宗禮), 상무(常楙), 가현옹(家鉉翁), 이정지(李庭芝) |      |
| 권422 | 열전181 |                 | 임훈(林勳), 유재소(劉才邵), 허흔(許忻), 응맹영(應孟明), 증삼빙(曾三聘), 서교(徐僑), 도정(度正), 정필(程珌), 우대년(牛大年), 진중미(陳仲微), 양성대(梁成大), 이지효(李知孝) |      |
| 권423 | 열전182 |                 | 오영(吳泳), 서범(徐範), 이소(李韶), 왕매(王邁), 사미공(史彌鞏), 진훈(陳塤), 조여주(趙與𥲅), 이대동(李大同), 황순(黃㽦), 양대리(楊大異) |      |
| 권424 | 열전183 |                 | 육지지(陸持之), 서녹경(徐鹿卿), 조봉룡(趙逢龍), 조여등(趙汝騰), 손몽관(孫夢觀), 홍천석(洪天錫), 황사옹(黃師雍), 서원걸(徐元杰), 손자수(孫子秀), 이백옥(李伯玉) |      |
| 권425 | 열전184 |                 | 유응룡(劉應龍), 반방(潘牥), 홍근(洪芹), 조경위(趙景緯), 풍거비(馮去非), 서림(徐霖), 서종인(徐宗仁), 위소덕(危昭德), 진개(陳塏), 양문중(楊文仲), 사방득(謝枋得) |      |
| 권426 | 열전185 | 순리 (循吏)     | 진정(陳靖), 장륜(張綸), 소엽(邵曄), 최립(崔立), 노유개(魯有開), 장일(張逸), 오준로(吳遵路), 조상관(趙尙寬), 고부(高賦), 정사맹(程師孟), 한진경(韓晉卿), 엽강직(葉康直) |      |
| 권427 | 열전186 | 도학 (道學) 1   | 주돈이(周敦頤), 정호(程顥), 정이(程頤), 장재(張載), 소옹(邵雍) |      |
| 권428 | 열전187 | 도학 (道學) 2   | 유현(劉絢), 이우(李吁), 사양좌(謝良佐), 유초(游酢), 장역(張繹), 소병(蘇昺), 윤돈(尹焞), 양시(楊時), 나종언(羅從彦), 이동(李侗) |      |
| 권429 | 열전188 | 도학 (道學) 3   | 주희(朱熹), 장식(張栻) |      |
| 권430 | 열전189 | 도학 (道學) 4   | 황간(黃榦), 이번(李燔), 장흡(張洽), 진순(陳淳), 이방자(李方子), 황호(黃灝) |      |
| 권431 | 열전190 | 유림 (儒林) 1   | 섭숭의(聶崇義), 형병(邢昺), 손석(孫奭), 왕소소(王昭素), 공유(孔維), 공의(孔宜), 최송(崔頌), 윤졸(尹拙), 전민(田敏), 신문열(辛文悅), 이각(李覺), 최이정(崔頤正), 이지재(李之才) |      |
| 권432 | 열전191 | 유림 (儒林) 2   | 호단(胡旦), 가동(賈同), 유안(劉顔), 고변(高弁), 손복(孫復), 석개(石介), 호원(胡瑗), 유희수(劉羲叟), 임개(林㮣), 이구(李覯), 하섭(何涉), 왕회(王回), 주요경(周堯卿), 왕당(王當), 진양(陳暘) |      |
| 권433 | 열전192 | 유림 (儒林) 3   | 소백온(邵伯溫), 유저(喩樗), 홍흥조(洪興祖), 고항(高閌), 정대창(程大昌), 임지기(林之奇), 임광조(林光朝), 양만리(楊萬里) |      |
| 권434 | 열전193 | 유림 (儒林) 4   | 유자휘(劉子翬), 여조겸(呂祖謙), 채원정(蔡元定), 육구령(陸九齡), 육구연(陸九淵), 설계선(薛季宣), 진부량(陳傅良), 엽적(葉適), 대계(戴溪), 채유학(蔡幼學), 양태지(楊泰之) |      |
| 권435 | 열전194 | 유림 (儒林) 5   | 범중(范沖), 주진(朱震), 호안국(胡安國) |      |
| 권436 | 열전195 | 유림 (儒林) 6   | 진량(陳亮), 정초(鄭樵), 이도전(李道傳) |      |
| 권437 | 열전196 | 유림 (儒林) 7   | 정형(程迥), 유청지(劉淸之), 진덕수(眞德秀), 위요옹(魏了翁), 요덕명(廖德明) |      |
| 권438 | 열전197 | 유림 (儒林) 8   | 탕한(湯漢), 하기(何基), 왕백(王柏), 서몽신(徐夢莘), 이심전(李心傳), 엽미도(葉味道), 왕응린(王應麟), 황진(黃震) |      |
| 권439 | 열전198 | 문원 (文苑) 1   | 송백(宋白), 양주한(梁周翰), 주앙(朱昻), 조인기(趙鄰幾), 정기(鄭起), 곽욱(郭昱), 마응(馬應), 화현(和峴), 풍길(馮吉) |      |
| 권440 | 열전199 | 문원 (文苑) 2   | 고적(高頔), 이도(李度), 한부(韓溥), 국상(鞠常), 송준(宋準), 류개(柳開), 하후가정(夏侯嘉正), 나처약(羅處約), 안덕유(安德裕), 전희(錢熙) |      |
| 권441 | 열전200 | 문원 (文苑) 3   | 오숙(吳淑), 황이간(黃夷簡), 서현(徐鉉), 구중정(句中正), 증치요(曾致堯), 조간(刁衎), 요현(姚鉉), 이건중(李建中), 홍담(洪湛), 노진(路振), 최준도(崔遵度), 진월(陳越) |      |
| 권442 | 열전201 | 문원 (文苑) 4   | 목수(穆脩), 석연년(石延年), 소관(蕭貫), 소순흠(蘇舜欽), 윤원(尹源), 황항(黃亢), 황감(黃鑑), 양반(楊蟠), 안태초(顔太初), 곽충서(郭忠恕) |      |
| 권443 | 열전202 | 문원 (文苑) 5   | 매요신(梅堯臣), 강휴복(江休復), 소순(蘇洵), 장망지(章望之), 왕봉(王逢), 손당경(孫唐卿), 당경(唐庚), 문동(文同), 양걸(楊傑), 하주(賀鑄), 유경(劉涇), 포유(鮑由), 황백사(黃伯思) |      |
| 권444 | 열전203 | 문원 (文苑) 6   | 황정견(黃庭堅), 조보지(晁補之), 진관(秦觀), 장뢰(張耒), 진사도(陳師道), 이치(李廌), 유서(劉恕), 왕무구(王無咎), 채조(蔡肇), 이격비(李格非), 여남공(呂南公), 곽상정(郭祥正), 미비(米芾), 유선(劉詵), 예도(倪濤), 이공린(李公麟), 주방언(周邦彦), 주장문(朱長文), 유감(劉弇) |      |
| 권445 | 열전204 | 문원 (文苑) 7   | 진여의(陳與義), 왕조(汪藻), 엽몽득(葉夢得), 정구(程倶), 장얼(張嵲), 한구(韓駒), 주돈유(朱敦儒), 갈승중(葛勝仲), 웅극(熊克), 장즉지(張即之) |      |
| 권446 | 열전205 | 충의 (忠義) 1   | 강보예(康保裔), 마수(馬遂), 동원형(董元亨), 조근(曹覲), 소함(蘇緘), 진전서(秦傳序), 첨양신(詹良臣), 이약수(李若水), 유갑(劉韐), 부찰(傅察), 양진(楊震), 장극전(張克戩), 장확(張確), 주소(朱昭), 사항(史抗), 손익(孫益) |      |
| 권447 | 열전206 | 충의 (忠義) 2   | 곽안국(霍安國), 이연(李涓), 이막(李邈), 서규(徐揆), 진구(陳遘), 조부시(趙不試), 조영성(趙令峸), 당중(唐重), 서휘언(徐徽言), 상자소(向子韶), 양방예(楊邦乂) |      |
| 권448 | 열전207 | 충의 (忠義) 3   | 증고(曾固), 유급(劉汲), 정양(鄭驤), 여유성(呂由誠), 곽영(郭永), 한호(韓浩), 구양순(歐陽珣), 장충보(張忠補), 이언선(李彦仙), 조립(趙立), 왕충식(王忠植), 당기(唐琦), 이진(李震), 진구도(陳求道) |      |
| 권449 | 열전208 | 충의 (忠義) 4   | 최종(崔縱), 임충지(林沖之), 등무실(滕茂實), 위행가(魏行可), 염진(閻進), 조사가(趙師檟), 역청(易靑), 호빈(胡斌), 범왕(范旺), 마준(馬俊), 양진중(楊震仲), 고가(高稼), 조우문(曹友聞), 진인(陳寅), 허표손(許彪孫), 진융지(陳隆之), 왕익(王翊), 이성지(李誠之) |      |
| 권450 | 열전209 | 충의 (忠義) 5   | 진원계(陳元桂), 장순(張順), 범천순(范天順), 우부(牛富), 변거의(邊居誼), 진소(陳炤), 윤옥(尹玉), 이비(李芾), 윤곡(尹穀), 조묘발(趙卯發), 당진(唐震), 조여석(趙與檡), 조회(趙淮) |      |
| 권451 | 열전210 | 충의 (忠義) 6   | 조양순(趙良淳), 강재(姜才), 마기(馬墍), 밀우(密佑), 장세걸(張世傑), 육수부(陸秀夫), 서응표(徐應鑣), 진문룡(陳文龍), 등득우(鄧得遇), 장각(張珏) |      |
| 권452 | 열전211 | 충의 (忠義) 7   | 고민(高敏), 경사충(景思忠), 왕기(王奇), 장흥조(蔣興祖), 곽호(郭滸), 오혁(吳革), 이익(李翼), 조사륭(趙士嶐), 진쉬(陳淬), 황우(黃友), 학중련(郝仲連), 유유보(劉惟輔), 우호(牛皓), 위언명(魏彦明), 유사영(劉士英), 적흥(翟興), 주필(朱蹕), 공즙(龔楫), 능당좌(凌唐佐), 양수중(楊粹中), 강예(强霓), 곽선(郭僎), 사마몽구(司馬夢求), 임공재(林空齋), 황개(黃介), 손익(孫益), 왕선(王仙), 오초재(吳楚材), 이성대(李成大), 도거인(陶居仁) |      |
| 권453 | 열전212 | 충의 (忠義) 8   | 고영년(高永年), 국사복(鞠嗣復), 손소원(孫昭遠), 증효서(曾孝序), 조백진(趙伯振), 왕사언(王士言), 설경(薛慶), 손휘(孫暉), 송창조(宋昌祚), 이정(李政), 강수(姜綬), 유선(劉宣), 굴견(屈堅), 정담(鄭覃), 요흥(姚興), 장기(張玘), 진형조(陳亨祖), 왕공(王拱), 유태(劉泰), 손봉(孫逢), 유화원(劉化源), 호당로(胡唐老), 왕주(王儔), 유안(劉晏), 정진(鄭振), 맹언경(孟彦卿), 고담(高談), 연만부(連萬夫), 왕대수(王大壽), 설양현(薛良顯), 당민구(唐敏求), 왕사도(王師道) |      |
| 권454 | 열전213 | 충의 (忠義) 9   | 조시상(趙時賞), 조희계(趙希洎), 유자천(劉子薦), 여문신(呂文信), 종계옥(鍾季玉), 경세안(耿世安), 정보(丁黼), 미립(米立), 후복(侯畐), 왕효충(王孝忠), 고응송(高應松), 황신(黃申), 진달(陳羍), 소뇌룡(蕭雷龍), 송응룡(宋應龍), 추붕(鄒㵯), 유사소(劉士昭) |      |
| 권455 | 열전214 | 충의 (忠義) 10  | 진동(陳東), 구양철(歐陽澈), 마신(馬伸), 여조검(呂祖儉), 여조태(呂祖泰), 양굉중(楊宏中), 화악(華岳), 등약수(鄧若水), 승진보(僧眞寶), 막겸지(莫謙之), 서도명(徐道明) |      |
| 권456 | 열전215 | 효의 (孝義)     | 이린(李璘), 서승규(徐承珪), 유효충(劉孝忠), 여승(呂升), 나거통(羅居通), 제득일(齊得一), 이한징(李罕澄), 형신류(邢神留), 허조(許祚), 호중요(胡仲堯), 진긍(陳兢), 홍문무(洪文撫), 역연경(易延慶), 동도명(董道明), 곽종(郭琮), 고흔(顧忻), 주태(朱泰), 성사(成象), 진사도(陳思道), 방강(方綱), 방천우(龐天祐), 유빈(劉斌), 번경온(樊景溫), 기위(祁暐), 하보지(何保之), 이빈(李玭), 후의(侯義), 왕광제(王光濟), 강백(江白), 구승순(裘承詢), 상진(常眞), 두의(杜誼), 요종명(姚宗明), 등중화(鄧中和), 모안여(毛安輿), 이방(李訪), 주수도(朱壽昌), 후가(侯可), 신적중(申積中), 학인(郝戭), 지점(支漸), 등종고(鄧宗古), 심선(沈宣), 소경문(蘇慶文), 앙흔(仰忻), 조백심(趙伯深), 팽유(彭瑜), 모순(毛洵), 양경(楊慶), 진종(陳宗), 곽의(郭義), 신세녕(申世寧), 구여령(苟與齡), 왕주(王珠), 안후(顔詡), 장백위(張伯威), 채정(蔡定), 정기(鄭綺) |      |
| 권457 | 열전216 | 은일 (隱逸) 상  | 척동문(戚同文), 진단(陳摶), 칭방(稱放), 만적(萬適), 이독(李瀆), 위야(魏野), 형돈(邢敦), 임포(林逋), 고역(高懌), 서복(徐復), 공민(孔旼), 하군(何羣) |      |
| 권458 | 열전217 | 은일 (隱逸) 중  | 왕초(王樵), 장유(張愈), 황희(黃晞), 주계명(周啓明), 대연(代淵), 진열(陳烈), 손모(孫侔), 유역(劉易), 강잠(姜潛), 연서(連庶), 장찰(章察), 유여상(兪汝尙), 양효본(陽孝本), 등고보(鄧考甫), 우문지소(宇文之邵), 오영(吳瑛), 송강어옹(松江漁翁), 두생(杜生), 순창산인(順昌山人), 남안옹(南安翁), 장예(張𡒊) |      |
| 권459 | 열전218 | 은일 (隱逸) 하  | 서중행(徐中行), 소운경(蘇雲卿), 초정(譙定), 왕충민(王忠民), 유면지(劉勉之), 호헌(胡憲), 곽옹(郭雍), 유우(劉愚), 위섬지(魏掞之), 안세통(安世通) |      |
| 권459 | 열전218 | 탁행 (卓行)     | 유정식(劉庭式), 소곡(巢谷), 서적(徐積), 증숙경(曾叔卿), 유영일(劉永一) |      |
| 권460 | 열전219 | 열녀 (列女)     | 주아(朱娥), 악주사람 장씨(鄂州婦 張氏), 팽열녀(彭列女), 학절아(郝節娥), 개봉사람 주씨(開封婦 朱氏), 포억 처 최씨(包繶 妻 崔氏), 패주사람 조씨(貝州人 趙氏), 장진경 처 정씨(張晉卿 妻 丁氏), 길주사람 항씨(吉州人 項氏), 왕씨 2부(王氏 二婦), 화주사람 서씨(和州人 徐氏), 자유사람 영씨(自幼人 榮氏), 오영년 처 하씨(吳永年 妻 何氏), 기주사람 동씨(沂州人 董氏), 오기 처 담씨(吳琪 妻 譚氏), 진공서 처 유씨(陳公緖 妻 劉氏), 나강사람 장씨(羅江人 張氏), 범효순 처 사씨(范孝純 妻 師氏), 진당전(陳堂前), 구양희문 처 요씨(歐陽希文 妻 廖氏), 유당가 모친 왕씨(劉當可 母 王氏), 증씨부안(曾氏婦晏), 왕무 처 조씨(王袤 妻 趙氏), 도단우 처 진씨(涂端友 妻 陳氏), 무호사람 첨씨(蕪湖人 詹氏), 유생 처 구양씨(劉生 妻 歐陽氏), 사필 처 후씨(謝泌 妻 侯氏), 사방득 처 이씨(謝枋得 妻 李氏), 왕정 부(王貞 婦), 조회 첩(趙淮 妾), 담씨부조(譚氏婦趙), 오중부 처(吳中孚 妻), 여중수 딸 양자(呂仲洙 女 良子), 임로 딸(林老 女), 동팔나(童八娜), 한희맹(韓希孟), 왕씨부량(王氏婦梁), 유동자 처 임씨(劉仝子 妻 林氏), 모석석(毛惜惜) |      |
| 권461 | 열전220 | 방기 (方技) 상  | 조수기(趙修己), 왕처눌(王處訥), 묘훈(苗訓), 마소(馬韶), 초지란(楚芝蘭), 한현부(韓顯符), 사서(史序), 주극명(周克明), 유한(劉翰), 왕회은(王懷隱), 조자화(趙自化), 풍문지(馮文智), 사문홍온(沙門洪蘊), 소징은(蘇澄隱), 정소미(丁少微), 조자연(趙自然) |      |
| 권462 | 열전221 | 방기 (方技) 하  | 하란서진(賀蘭棲眞), 시통현(柴通玄), 견서진(甄棲眞), 초연(楚衍), 승 지언(僧 志言), 승 회병(僧 懷丙), 허희(許希), 방안시(龐安時), 전을(錢乙), 승 지연(僧 智緣), 곽천신(郭天信), 위한진(魏漢津), 왕노지(王老志), 왕자석(王仔昔), 임영소(林靈素), 황보탄(皇甫坦), 왕극명(王克明), 사의도인(莎衣道人), 손수영(孫守榮) |      |
| 권463 | 열전222 | 외척 (外戚) 상  | 두심기(杜審琦), 하영도(賀令圖), 왕계훈(王繼勳), 유지신(劉知信), 유문유(劉文裕), 유미(劉美), 곽숭인(郭崇仁), 양경종(楊景宗), 부유충(符惟忠), 시종경(柴宗慶), 장요좌(張堯佐) |      |
| 권464 | 열전223 | 외척 (外戚) 중  | 왕이영(王貽永), 이소량(李昭亮), 이용화(李用和), 이준욱(李遵勖), 조일(曹佾), 고준유(高遵裕), 상전범(向傳範), 장돈례(張敦禮), 임택(任澤) |      |
| 권465 | 열전224 | 외척 (外戚) 하  | 맹충후(孟忠厚), 위연(韋淵), 전침(錢忱), 형환(邢煥), 반영사(潘永思), 오익(吳益), 이도(李道), 정흥예(鄭興裔), 양차산(楊次山) |      |
| 권466 | 열전225 | 환자 (宦者) 1   | 두신보(竇神寶), 왕인예(王仁睿), 왕계은(王繼恩), 이신복(李神福), 유승규(劉承規), 염승한(閻承翰), 진한(秦翰), 주회정(周懷政), 장숭귀(張崇貴), 장계능(張繼能), 위소흠(衞紹欽), 석지옹(石知顒), 등수은(鄧守恩) |      |
| 권467 | 열전226 | 환자 (宦者) 2   | 양수진(楊守珍), 한수영(韓守英), 남계종(藍繼宗), 장유길(張惟吉), 감소길(甘昭吉), 노수근(盧守懃), 왕수규(王守規), 이헌(李憲), 장무칙(張茂則), 송용신(宋用臣), 왕중정(王中正), 이순거(李舜擧), 석득일(石得一), 양종길(梁從吉), 유유간(劉惟簡) |      |
| 권468 | 열전227 | 환자 (宦者) 3   | 이상(李祥), 진연(陳衍), 풍세녕(馮世寧), 이계화(李繼和), 고거간(高居簡), 정방(程昉), 소이섭(蘇利涉), 뇌윤공(雷允恭), 염문응(閻文應), 임수충(任守忠), 동관(童貫), 양사성(梁師成), 양전(楊戩) |      |
| 권469 | 열전228 | 환자 (宦者) 4   | 소성장(邵成章), 남규(藍珪), 풍익(馮益), 장거위(張去爲), 진원(陳源), 감변(甘昪), 왕덕겸(王德謙), 관례(關禮), 동송신(董宋臣) |      |
| 권470 | 열전229 | 영행 (佞幸)     | 미덕초(弭德超), 후막진리용(侯莫陳利用), 조찬(趙贊), 왕보(王黼), 주면(朱勔), 왕계선(王繼先), 증적(曾覿), 장설(張說), 왕변(王抃), 강특립(姜特立) |      |
| 권471 | 열전230 | 간신 (姦臣) 1   | 채확(蔡確), 형서(邢恕), 여혜경(呂惠卿), 장돈(章惇), 증포(曾布), 안돈(安惇) |      |
| 권472 | 열전231 | 간신 (姦臣) 2   | 채경(蔡京), 조양사(趙良嗣), 장각(張覺), 곽약사(郭藥師) |      |
| 권473 | 열전232 | 간신 (姦臣) 3   | 황잠선(黃潛善), 왕백언(汪伯彦), 진회(秦檜) |      |
| 권474 | 열전233 | 간신 (姦臣) 4   | 묵기설(万俟卨), 한탁주(韓侂胄), 정대전(丁大全), 가사도(賈似道) |      |
| 권475 | 열전234 | 반신 (叛臣) 상  | 장방창(張邦昌), 유예(劉豫), 묘부(苗傅), 두충(杜充), 오희(吳曦) |      |
| 권476 | 열전235 | 반신 (叛臣) 중  | 이전(李全) 상 |      |
| 권477 | 열전236 | 반신 (叛臣) 하  | 이전(李全) 하 |      |
| 권478 | 열전237 | 세가 (世家) 1   | 남당 이씨(南唐 李氏) |      |
| 권479 | 열전238 | 세가 (世家) 2   | 서촉 맹씨(西蜀 孟氏) |      |
| 권480 | 열전239 | 세가 (世家) 3   | 오월 전씨(吳越 錢氏) |      |
| 권481 | 열전240 | 세가 (世家) 4   | 남한 유씨(南漢 劉氏) |      |
| 권482 | 열전241 | 세가 (世家) 5   | 북한 유씨(北漢 劉氏) |      |
| 권483 | 열전242 | 세가 (世家) 6   | 호남 주씨(湖南 周氏), 형남 고씨(荊南 高氏), 장천 유씨(漳泉 留氏), 장천 진씨(漳泉 陳氏) |      |
| 권484 | 열전243 | 주삼신 (周三臣) | 한통(韓通), 이균(李筠), 이중진(李重進) |      |
| 권485 | 열전244 | 외국 (外國) 1   | 하국(夏國) 상 |      |
| 권486 | 열전245 | 외국 (外國) 2   | 하국(夏國) 하 |      |
| 권487 | 열전246 | 외국 (外國) 3   | 고려(高麗) |      |
| 권488 | 열전247 | 외국 (外國) 4   | 교지(交阯), 대리(大理) |      |
| 권489 | 열전248 | 외국 (外國) 5   | 점성(占城), 진랍(眞臘), 포감(蒲甘), 막려(邈黎), 삼불제(三佛齊), 도파(闍婆), 발니(勃泥), 주련(注輦), 단미류(丹眉流) |      |
| 권490 | 열전249 | 외국 (外國) 6   | 천축(天竺), 우전(于闐), 고창(高昌), 회흘(回鶻), 대식(大食), 층단(層檀), 구자(龜茲), 사주(沙州), 불림(拂菻) |      |
| 권491 | 열전250 | 외국 (外國) 7   | 유구국(流求國), 정안국(定安國), 발해(渤海), 일본(日本), 당항(党項) |      |
| 권492 | 열전251 | 외국 (外國) 8   | 토번(吐蕃) |      |
| 권493 | 열전252 | 만이 (蠻夷) 1   | 서남계동제만(西南溪峒諸蠻) 상 |      |
| 권494 | 열전253 | 만이 (蠻夷) 2   | 서남계동제만(西南溪峒諸蠻) 하, 매산동(梅山峒), 성휘주(誠徽州), 남단주(南丹州) |      |
| 권495 | 열전254 | 만이 (蠻夷) 3   | 무수주(撫水州), 광원주(廣源州), 여동(黎洞), 환주(環州) |      |
| 권496 | 열전255 | 만이 (蠻夷) 4   | 서남제이(西南諸夷), 여주제만(黎州諸蠻), 서주삼로만(敍州三路蠻), 위무투주만(威茂渝州蠻), 검부시고요외제만(黔涪施高徼外諸蠻), 노주만(瀘州蠻) |      |

### 부록(附錄)
| 부제 | 목록                                                                               | 비고 |
| ---- | ---------------------------------------------------------------------------------- | ---- |
| 부록 | 진송사표(進宋史表), 수사관원(修史官員), 중서성자문(中書省咨文), 간각관원(刊刻官員) |      |